# Immenstadt im Allgäu

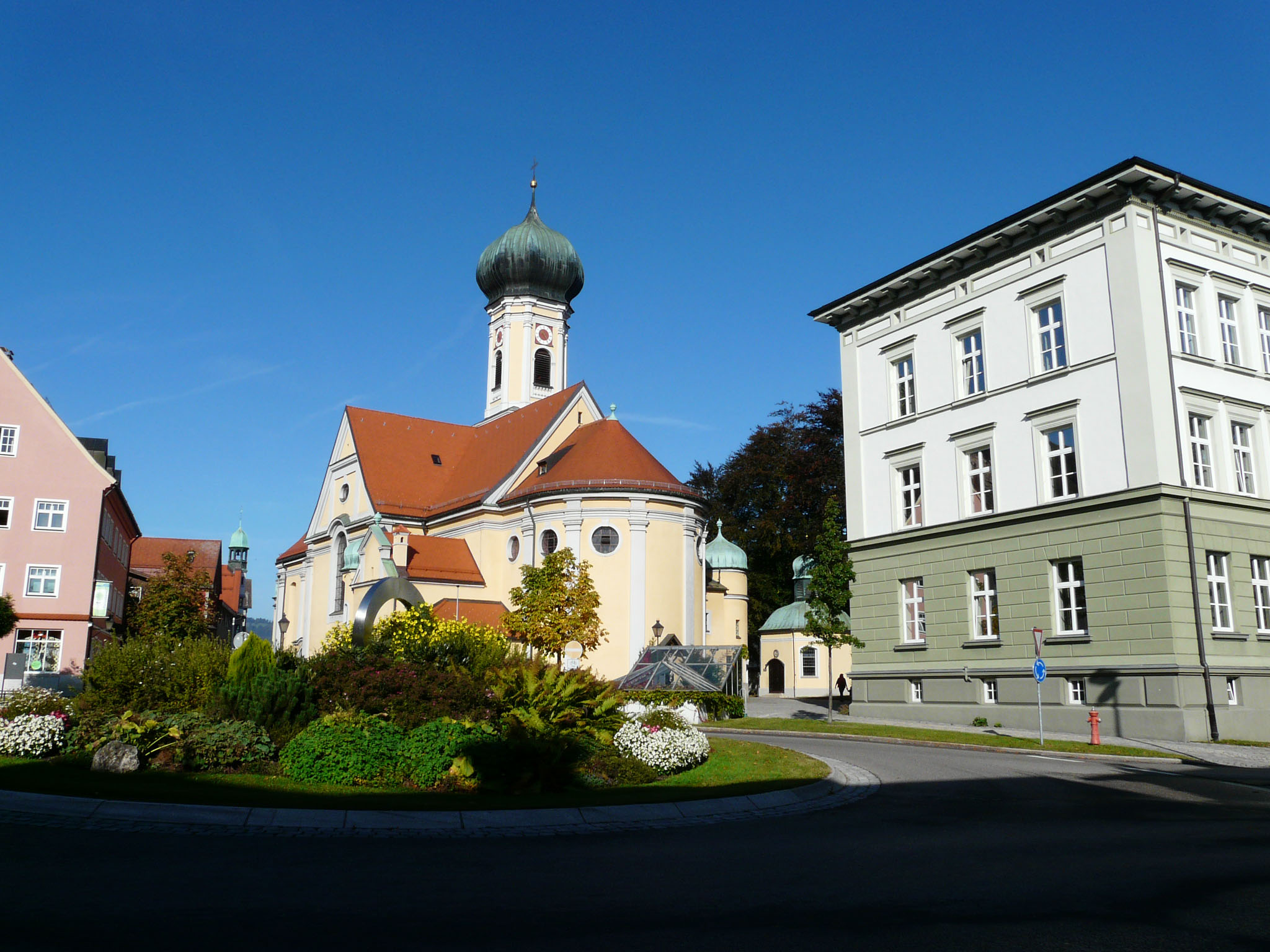
Stadtpfarrkirche in Immenstadt im Allgäu

Luftaufnahme, 1916

Immenstadt im Allgäu (amtlich seit 1949 Immenstadt i.Allgäu) ist eine Stadt im schwäbischen Landkreis Oberallgäu. Bis 1804 war Immenstadt Regierungssitz, Haupt- und Residenzstadt der Grafschaft Königsegg-Rothenfels.

## Geographie

### Geographische Lage

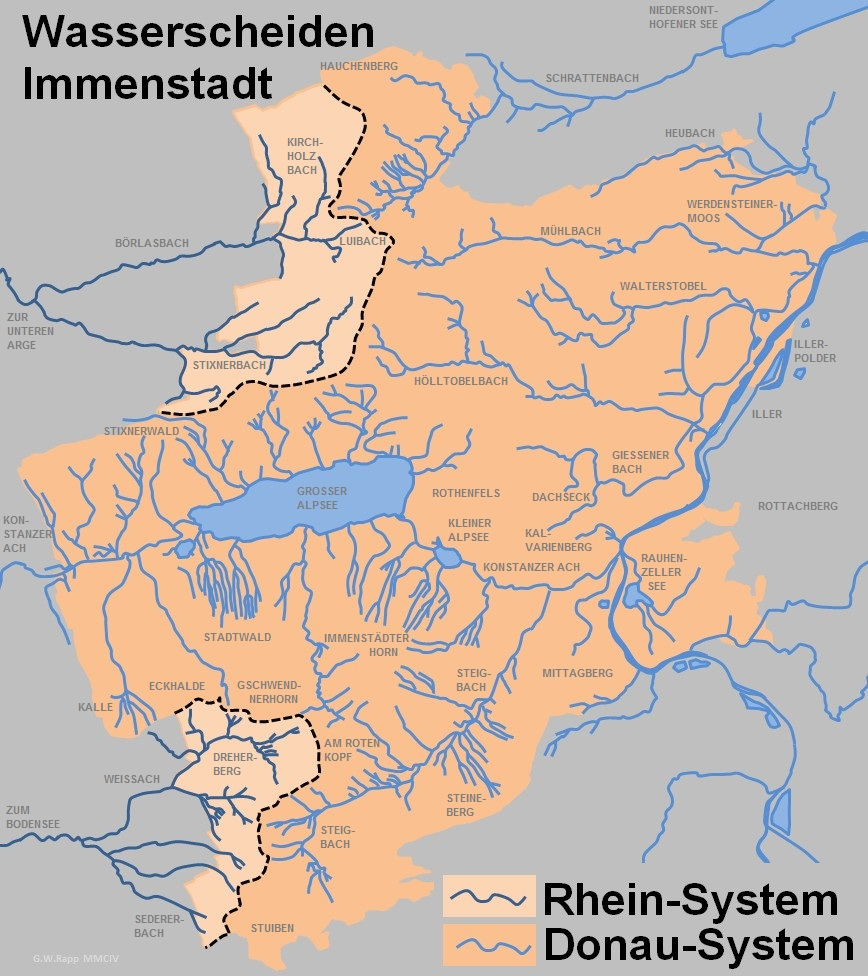
Die zwei Wasserscheiden von Immenstadt

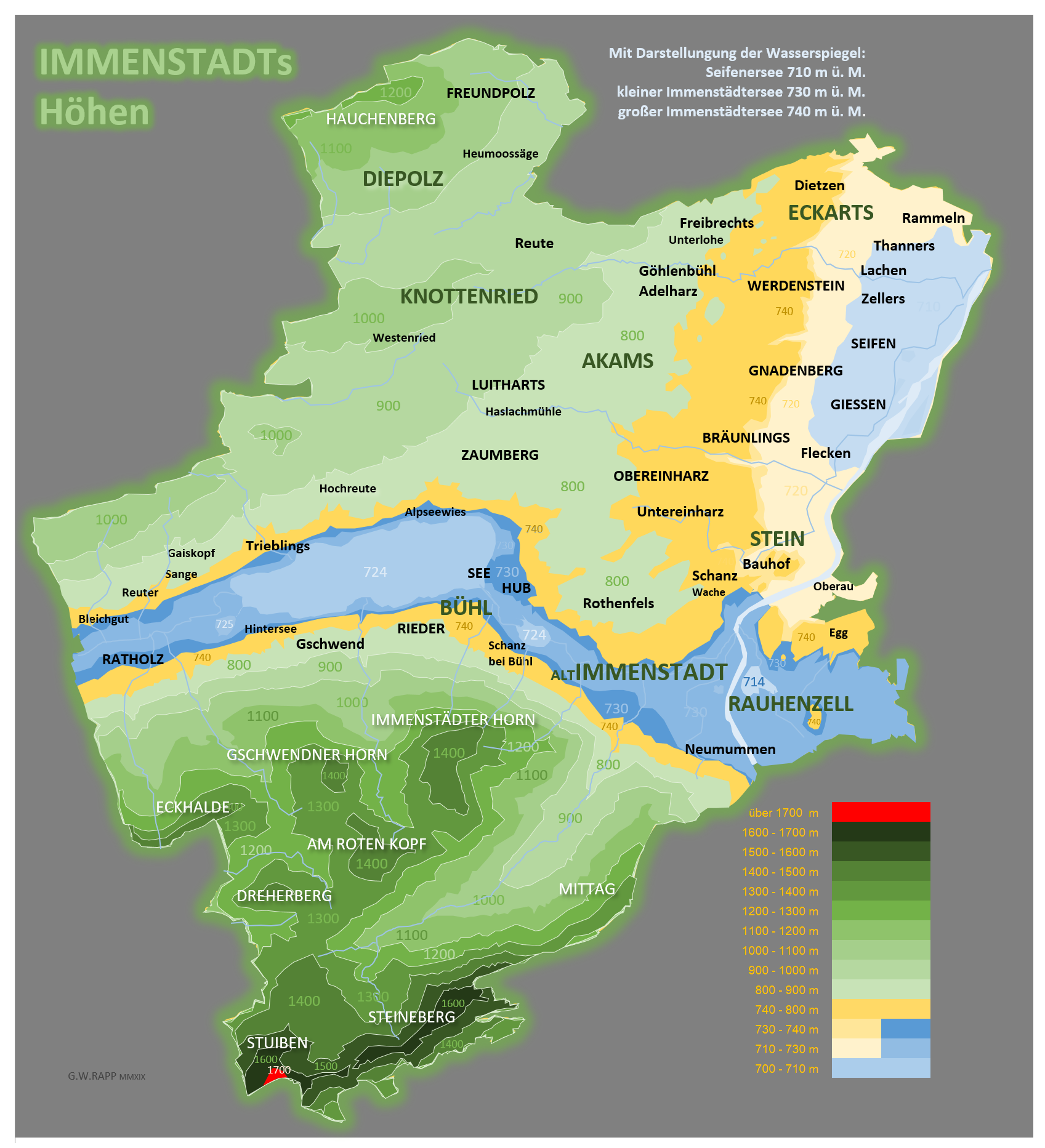
Darstellung der Höhenstufen in Hundertmeterschritten und der eiszeitlichen Seen in der Gemeinde Immenstadt

Immenstadt liegt im Allgäu im südwestlichen Bayern auf halbem Weg zwischen Kempten im Norden und Oberstdorf im Süden. Die Stadt, deren Ortskern sich auf 729 m ü. NHN Höhe befindet, breitet sich am Ostufer des Großen Alpsees aus. Der Große Alpsee mit 2,47 km² Wasserfläche mit anliegendem Naturschutzgebiet stellt für die umliegende Bevölkerung wie auch für Touristen ein gern genutztes Naherholungsziel dar.
Durch die Stadt fließt, vom Konstanzer Tal aus kommend, den Großen und Kleinen Alpsee durchquerend, in west-östlicher Richtung die Konstanzer Ach. Sie mündet am sogenannten Illerspitz, kurz nachdem sie den vom Süden zufließenden Hochrainebach aufgenommen hat, in die Iller. Ebenfalls aus südlicher Richtung kommend (Quellgebiet bei Alpe Gund, unterhalb des Stuiben in 1500 m) durchfließt der sogenannte Steigbach (teilweise untertunnelt) den Stadtkern in Richtung Norden, um dann, unterhalb des Kalvarienberges, in die Konstanzer Ach zu münden. Südlich vom Dreherberg an der Südwestgrenze von Immenstadt liegt die Quelle der Weißach, die über die Bregenzer Ach in den Bodensee mündet. Zwischen den Quellästen der Weißach und des Steigbachs befindet sich eine Wasserscheide zwischen den Abflüssen über den Rhein zur Nordsee und denen über die Iller zur Donau und weiter zum Schwarzen Meer. Eine weitere Wasserscheide teilt im Bergstättgebiet im Nordwesten die westwärts zur Untere Argen und somit zum Bodensee fließenden Kirchholzbach, Luibach und Stixnerbach und alle anderen Gewässer, wie Hölltobelbach, Mühlbach und Schrattenbach, die zur Iller hinfließen.
Immenstädter Hausberge

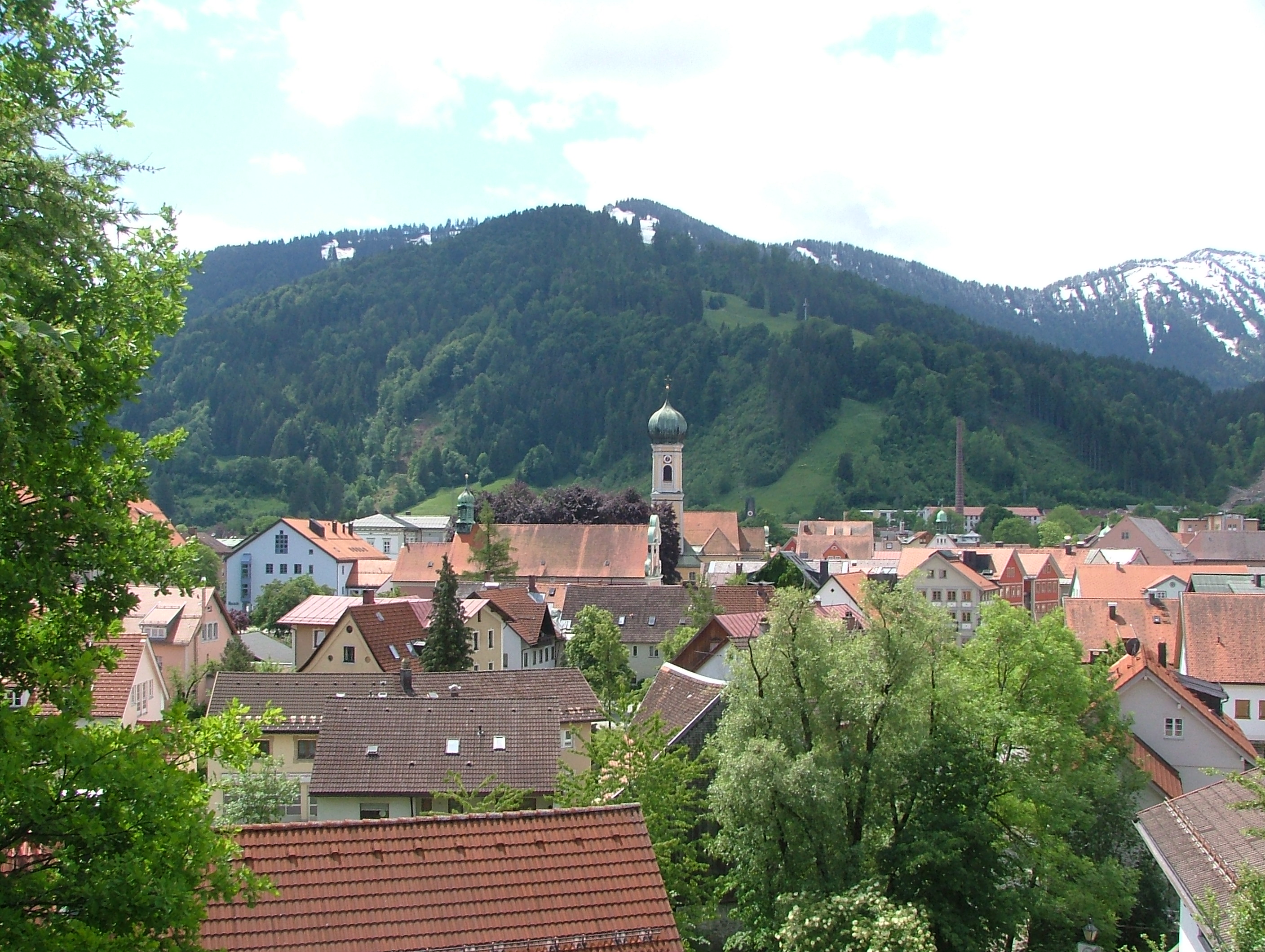
Blick über Immenstadt Richtung Mittagberg

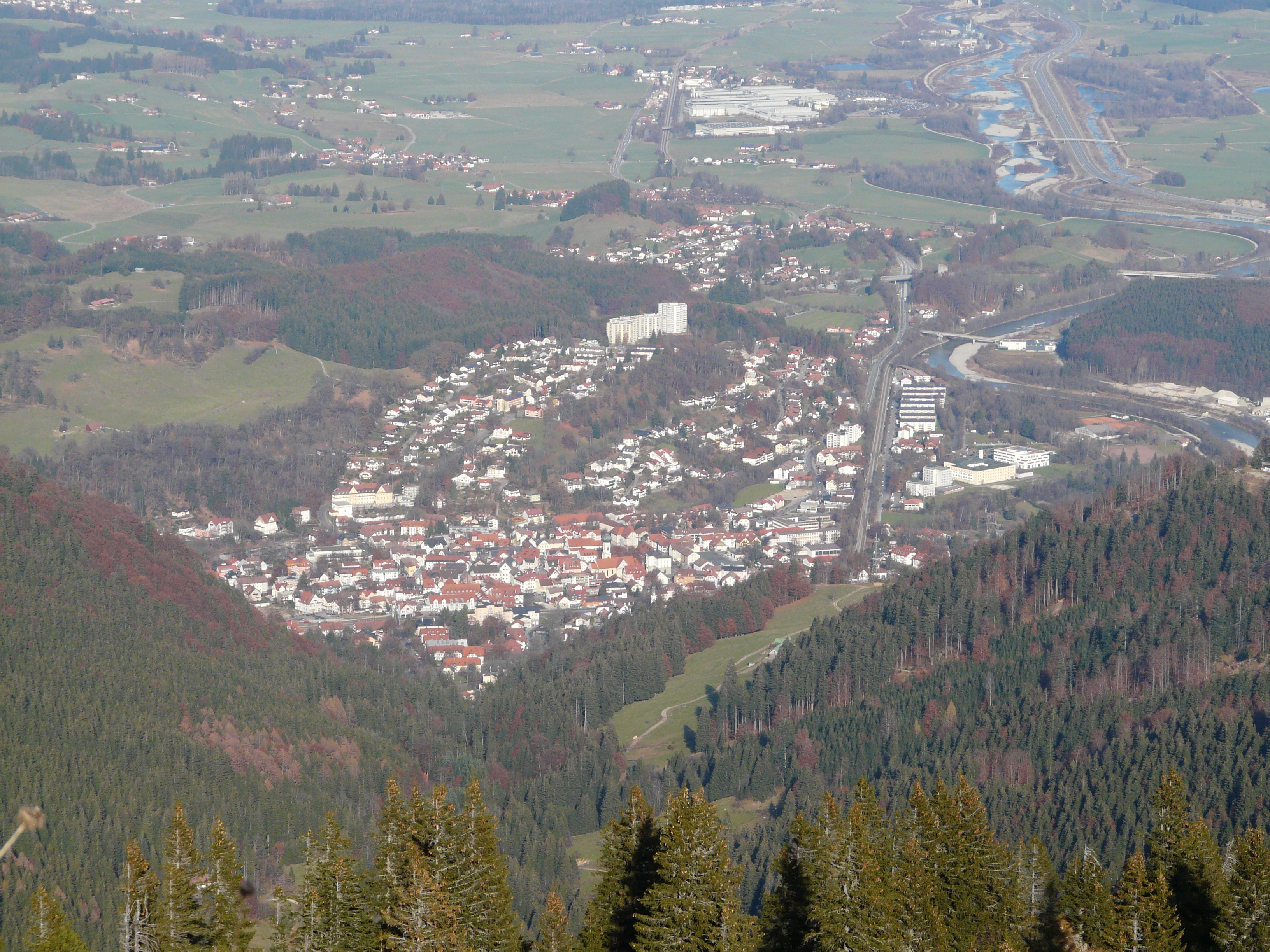
Blick auf Immenstadt vom Steineberg

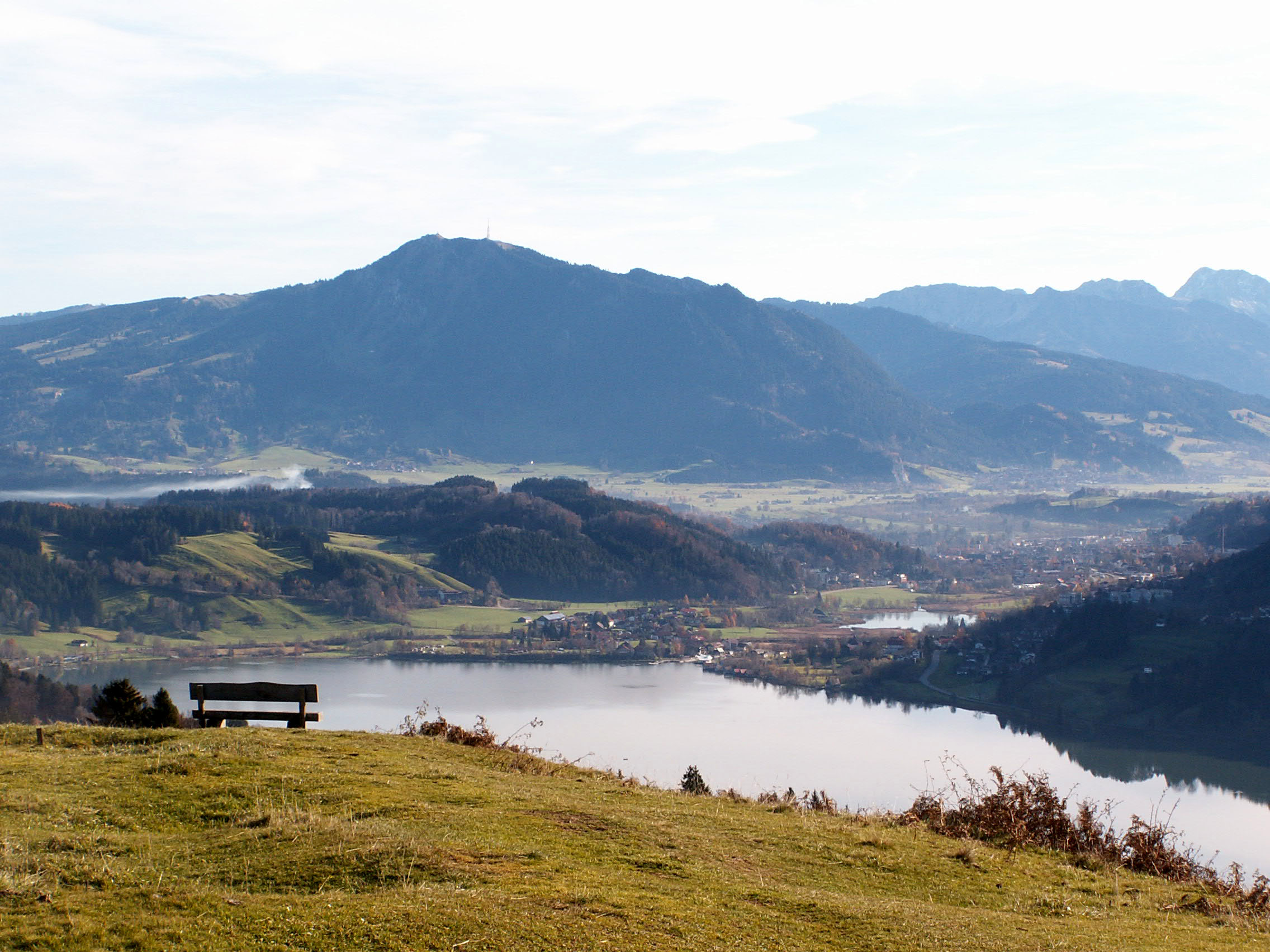
Blick auf Immenstadt mit Großem und Kleinem Alpsee und Grünten

Berge, die ganz oder teilweise auf Immenstädter Gemeindegebiet liegen:
- Mittagberg: Südlich von Immenstadt gelegen, Gipfelhöhe (1451 m ü. NHN), besteht aus Nagelfluh; östlichster Berg der Hochgratkette. Alpen: Alpe Hochried (Sennalpe, 900 m), Mittag-Alpe (1210 m), Alpe Schwanden (1240 m), Alpe Oberberg (Sennalpe, 1305 m).
- Immenstädter Horn: Südwestlich von Immenstadt gelegen, Gipfelhöhe 1490 m, besteht aus Nagelfluh; östlichster Berg des Prodelkamms. Alpen: Alpe Wildegund (1315 m), Alpe Alp (1320 m), Alpe Kessel (1243 m).
- Steineberg: Südwestlich von Immenstadt gelegen, Gipfelhöhe 1660 m, besteht aus Nagelfluh, mittlerer Gipfel der Route „Mittag-Steineberg-Stuiben“.
- Stuiben: Südwestlich von Immenstadt gelegen, Gipfelhöhe 1749 m, besteht aus Nagelfluh. Alpen: Alpe Mittelberg (Sennalpe, 1369 m), Alpe Gund (1502 m), höchster Immenstädter Hausberg.
- Gschwender Horn: Westlich von Immenstadt gelegen, Gipfelhöhe 1450 m. Alpen: Starkatsgund Alpe (1210 m), Gschwenderberg Alpe (1078 m)
- Dreherberg: Südwestlich von Immenstadt gelegen, Gipfelhöhe 1430 m. Alpen: Mittelbergalpe (1369 m)
- Am roten Kopf: Südwestlich von Immenstadt gelegen, Gipfelhöhe 1481 m. Alpen: Seifenmoosalpe (1355 m)
- Hauchenberg: Nördlich von Immenstadt bei Diepolz, Gipfelhöhe 1202 m.

Immenstadt ist Mitglied des Projekts Naturpark Nagelfluhkette der Europäischen Union.

### Nachbargemeinden

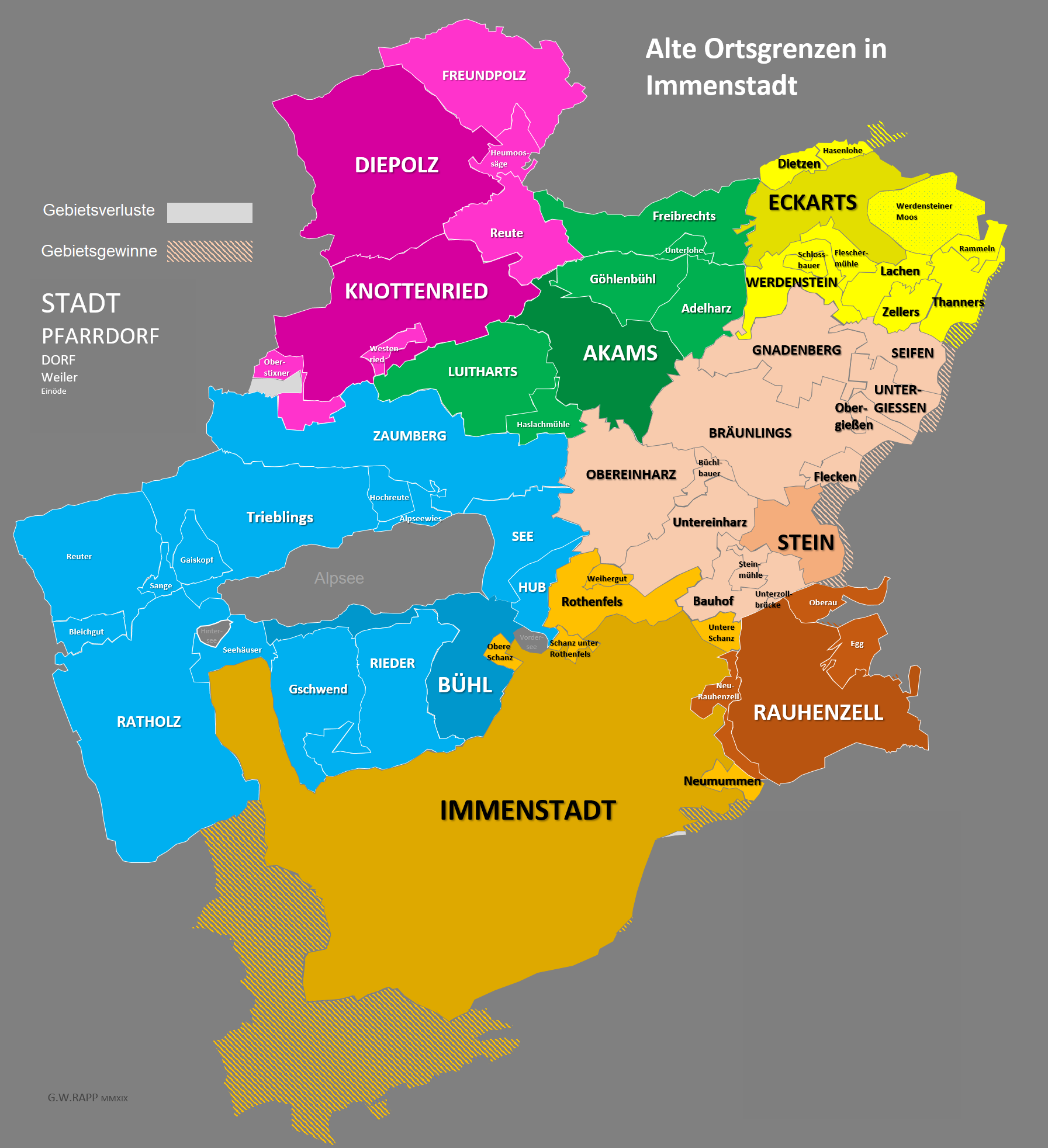
Immenstadts Gemeindeteile

Im Uhrzeigersinn sind die Nachbargemeinden (Nachbarstädte) im Norden beginnend:
- Waltenhofen (Kempten)
- Rettenberg (Füssen)
- Burgberg
- Blaichach (seit 1963 Sonthofen)
- Oberstaufen (Lindenberg)
- Missen-Wilhams (Isny)
- Weitnau

### Stadtgliederung

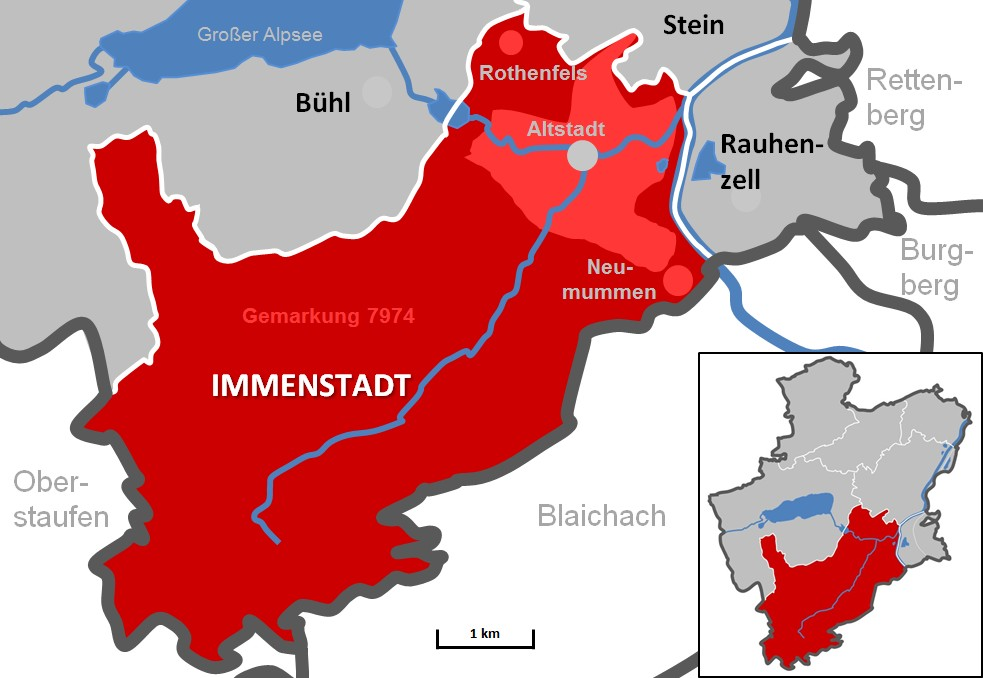
Immenstadt Gemarkung 7974

Es gibt 39 Gemeindeteile (in Klammern ist der Siedlungstyp angegeben):
- Adelharz (Weiler)
- Akams (Pfarrdorf)
- Alpseewies (Einöde)
- Bräunlings (Dorf)
- Bühl a.Alpsee (Pfarrdorf)
- Diepolz (Pfarrdorf)
- Dietzen (Weiler)
- Eckarts (Pfarrdorf)
- Egg (Einöde)
- Flecken (Weiler)
- Freibrechts (Weiler)
- Freundpolz (Dorf)
- Gnadenberg (Dorf)
- Göhlenbühl (Weiler)
- Gschwend (Weiler)
- Hintersee (Einöde)
- Hochreute (Einöde)
- Hub (Dorf)
- Immenstadt i.Allgäu (Hauptort)
- Knottenried (Pfarrdorf)
- Lachen (Weiler)
- Luitharz (Dorf)
- Oberau (Einöde)
- Obereinharz (Dorf)
- Ratholz (Dorf)
- Rauhenzell (Pfarrdorf)
- Reute (Weiler)
- Reuter (Einöde)
- Rieder (Dorf)
- Sange (Einöde)
- See (Dorf)
- Seifen (Dorf)
- Stein i.Allgäu (Pfarrdorf)
- Thanners (Weiler)
- Trieblings (Weiler)
- Untereinharz (Weiler)
- Werdenstein (Dorf)
- Zaumberg (Dorf)
- Zellers (Weiler)

Diese sind den sieben Gemarkungen folgendermaßen zugeordnet:
- Alt-Immenstadt (Immenstadt, ehemals auch die Weiler Neumummen, Rothenfels, Schanz und die Einöde Schanz bei Bühl)
- Akams (Akams, Adelharz, Freibrechts, Göhlenbühl, Luitharz)
- Bühl a. Alpsee (Bühl, Alpseewies, Gschwend, Hintersee, Hochreute, Hub, Ratholz, Reuter, Rieder, Sange, See, Trieblings, Zaumberg)
- Knottenried – Diepolz (Diepolz, Freundpolz, Knottenried, Reute)
- Eckarts (Eckarts, Dietzen, Lachen, Thanners, Werdenstein, Zellers)
- Rauhenzell (Rauhenzell, Egg, Oberau)
- Stein im Allgäu (Stein, Bräunlings, Flecken, Gießen, Gnadenberg, Obereinharz, Seifen, Untereinharz)

Niederschlagsdiagramm

### Klima
| Der extrem hohe Jahresniederschlag beträgt 1916 mm. Er gehört damit zu den höchsten von den Messstellen des Deutschen Wetterdienstes erfassten Werten. Über 99 % der anderen Messstellen zeigen niedrigere Werte an. Der trockenste Monat ist der Oktober; am meisten regnet es im Juni. Im niederschlagreichsten Monat fällt etwa 1,7-mal mehr Regen als im trockensten Monat. Die jahreszeitlichen Niederschlagschwankungen liegen im oberen Zehntel. In über 94 % aller Orte schwankt der monatliche Niederschlag weniger. |

## Geschichte

### Frühgeschichte
Unter der Nummer D-7-8427-0083 ist beim Bayerischen Landesamt für Denkmalpflege eine Siedlung des Neolithikums im Raum Immenstadt als Bodendenkmal registriert. Die am Südufer des Alpsees vermutete steinzeitliche Pfahlbau-Siedlung konnte bis heute nicht nachgewiesen werden.

### Antike
In Immenstadt wurde im neunzehnten Jahrhundert in etlichen Publikationen fälschlich das römische Vemania vermutet. Von der Anwesenheit antiker Völker, wie Römer oder Kelten, im Immenstädter Gebiet zeugen lediglich Funde, wie der Priap-Ring von Rothenfels, ein Grabhügel und ein römischer goldener Ring bei Freundpolz, eine bronzene Fibel bei Göhlenbühl, antike Fundamente bei Eckarts und Werdenstein und auch die versunkene Holzstraße im nahen Goymoos.

### Mittelalter

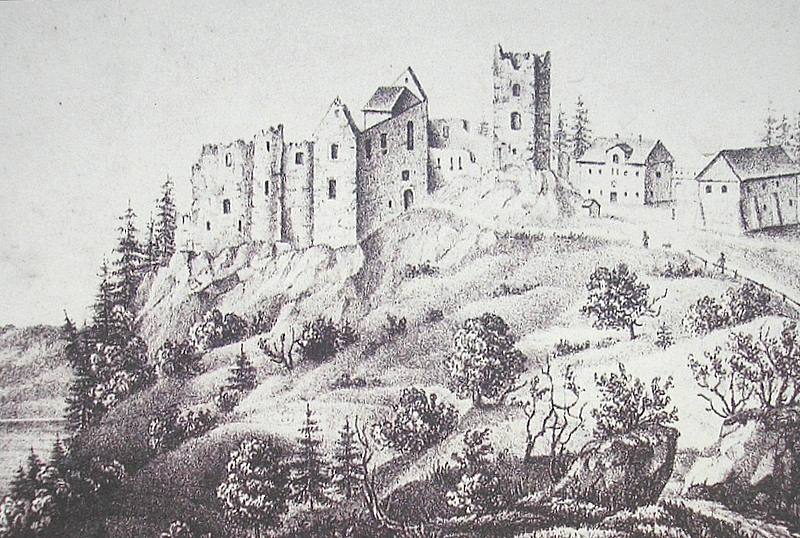
Ruine Rothenfels 1816

Die Geschichtsschreibung der Herrschaft über Immenstadt durch Rothenfels beginnt im Hochmittelalter als Lehen des Klosters St. Gallen an die Udalrichinger. 1088 wurde die Herrschaft von Welf IV. erobert und besetzt. Eine Legende besagt, dass Welf IV. dort die in Augsburg im gleichen Jahr geraubten Dokumente und Urkunden verbarg: „zwo truhen in seinem schloss zuo Rottenfels mit alten brieven von Augspurg, daraus etlich geschlecht hatten ir alt herkomen“, beschrieb Konrad Peutinger im Jahre 1537 in einem Brief an Bartholomäus V. Welser die Rothenfelser Kleinodien. Der Historiker Alfred Schröder zweifelt dies in seinem Buch von 1919 über das Bistum Augsburg an.
Der Welfe musste 1091 die Herrschaft an die Grafen von Kirchberg wieder als Lehen des Klosters St. Gallen abgeben. Um 1240 ging das Lehen an Hartmann von Grüningen um dann im Jahre 1243 von Kaiser Friedrich II. erworben zu werden. Der gab Rothenfels als Lehen an die Edlen zu Starckenberg, danach 1280 durch Rudolf von Habsburg an die Ritter von Schellenberg, in deren Besitz das Lehen im Jahre 1316 kam.
Über die Anfänge der Ortschaft ist nichts Erhaltenes bekannt. Der Name Imendorf wurde für die Siedlung 1275 erstmals im Liber decimationis nachgewiesen. Um 1332 erwarben die Grafen von Montfort die Burg Rothenfels samt der zugehörigen Herrschaft Rothenfels. In den folgenden 200 Jahren wurde hier der Herrschaftsschwerpunkt der Montfortischen Seitenlinie Tettnang-Rothenfels begründet und das unweit gelegene Imendorf zur Residenzstadt ausgebaut. Der bislang erste erwähnte Gewerbetreibende im Imendorf des Jahres 1345 ist Hansem der Smid von Ymendorf.
Am 22. Juli 1360, dem Fest der hl. Maria Magdalena, verlieh Kaiser Karl IV. den Grafen von Montfort für Immendorf das Befestigungsrecht und damit das Recht der Stadt Lindau. Mit der Stadterhebung verbunden war das Recht auf einen Wochenmarkt. Die Bewohner Immendorfs waren fortan frei. Die junge Stadt konnte sich 1407 gegen eine Belagerung durch die Appenzeller Bauern erfolgreich bewähren. Um 1404 verpfändete das Haus Montfort Immenstadt an den Memminger Bürger Heinrich Kuntzelmann, löste es aber 1410 wieder aus. 1440 erhielt Graf Heinrich von Montfort das sogenannte Geleitrecht auf der Straße zwischen Oberjoch und Bodensee. Am 8. Januar 1453 verlieh Kaiser Friedrich III. dem Marktflecken Langenargen am Bodensee das Stadtrecht von Immenstadt.
Die nächste Aufwertung nach der Stadterhebung erfuhr die Gegend durch Kaiser Friedrich III., der im Jahre 1471 die Montfortsche Herrschaft Rothenfels zur Grafschaft erhob. Dem erhöhten Verkehrsaufkommen am Ende des Hochmittelalters wurde auch hier Rechnung getragen und 1494 eine Straße und die obere Zollbrücke über die Iller nach Sonthofen gebaut.

### Frühe Neuzeit

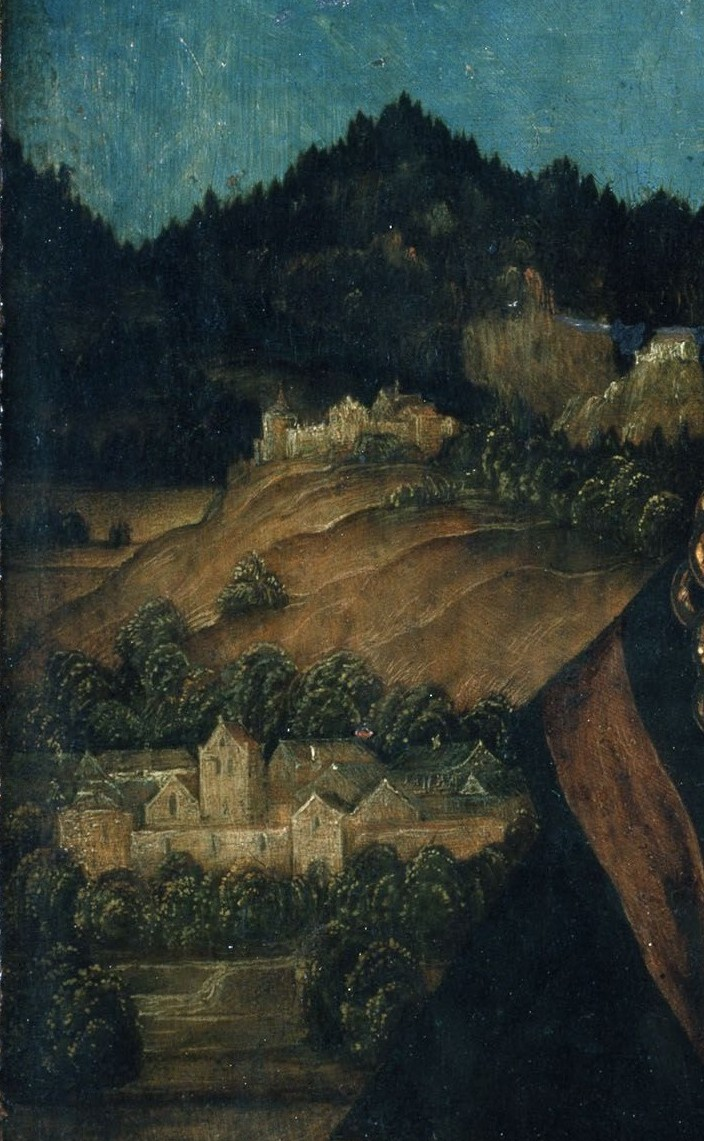
Immenstadt um 1523 nach Bernhard Strigel

Eine erneut erfolglose Belagerung aus dem Westen fand 20 Wochen lang durch den von Lindau kommenden sogenannten „Seehaufen“ zu Beginn des Bauernkrieges im Jahre 1525 statt. Nach einem 1485 geschlossenen Vertrag wurden 1531 die Montforter Rechte in Tannheim, Tannberg, Lechtal und Walsertal an Österreich abgetreten und so der Einflussbereich Immenstadts auf die linke Illerseite verringert. Wirtschaftlichen Wohlstand erlangte Immenstadt durch den Salzstapel und Leinwandhandel. 1536 erfolgte die Verleihung einer „Kaiserlich gefreiten Leinwandschau“. Gelegen an der großen Salzstraße von Hall in Tirol an den Bodensee, war Immenstadt Zoll-, Stapel- und Umschlagplatz des „Weißen Goldes“. 1546 wurde die Gegend in die Auseinandersetzung um die Reformation verwickelt, da Truppen des Schmalkaldischen Bundes die Burg Rothenfels besetzten, als der regierende Graf Hugo von Montfort im Dienst des Kaisers abwesend war. 1550 errichtete Graf Hugo von Montfort innerhalb der Stadtmauern am Immenstädter Marktplatz (heute Marienplatz) ein schlichtes Stadtschloss. 1552 war er als kaiserlicher Gesandter beim Konzil von Trient.
1567 veräußerte Ulrich von Montfort die Grafschaft Rothenfels und die Herrschaft Staufen für 150.000 Gulden trotz eines höheren Gebotes von Erzherzog Ferdinand an seinen Schwager, den Freiherrn Johann Jakob von Königsegg. Nach gravierenden Änderungen in der Besteuerung überreichten die Rothenfelser und Staufer 1597 dem Kaiser Rudolf eine Denkschrift mit 134 verschiedenen Beschwerden gegen Georg von Königsegg-Rothenfels (auch Freiherr Jörg genannt), der seit 1588 alleiniger Besitzer des Gebietes war. 1599 folgte von den Immenstädtern, denen er wegen ihres Verhaltens im Bauernkriege das Bürgerrecht abspenstig machte, eine weitere Denkschrift mit 153 Klagepunkten. Vom Kaiser kam keine Reaktion, der Freiherr meinte nur: „Die Immenstädter sollten das verdampte Sauffen bleiben lassen, dann hätten sie Geld zum Steuerzahlen“. Durch den Dreißigjährigen Krieg (1618–1648) und den Ausbruch der Pest verlor die Stadt fast 70 Prozent ihrer Bevölkerung. Freiherr Georg von Königsegg-Rothenfels fiel 1622 einem Attentat im Schloss Staufen zum Opfer. Der Mörder wurde dafür von vier angeschirrten Ochsen in Stücke gerissen und sein Haus auf Befehl der Obrigkeit niedergebrannt.
1629 erhob Kaiser Ferdinand II die Königsegger in den Grafenstand. Immenstadt wurde 1663 zur Residenzstadt der Grafschaft Königsegg-Rothenfels.
Ende Oktober 1703 überfielen bayerisch-französische Truppen im Spanischen Erbfolgekrieg das kaiserliche Lager in Immenstadt. Seit Beginn der Regentschaft von Franz Fidel von Königsegg 1771 wurde in Immenstadt kein Todesurteil mehr ausgesprochen. Ab 1778 war in Immenstadt und in der Herrschaft Staufen das Jagen und Fangen von Bären, Luchsen und Wölfen verboten. Am 25. Februar 1784 wurde am Marktplatz in Immenstadt einer der ersten in Deutschland gestarteten Ballone in die Lüfte entlassen und flog östlich bis über die Iller.
Den großen Bränden in den Jahren 1625, 1679 und 1756 fielen zahlreiche Gebäude zum Opfer. Die einschneidendste Umgestaltung seines Altstadtbildes erfuhr Immenstadt aber nach den letzten großen Stadtbränden von 1805 und 1844, bei denen fast die Hälfte der Innenstadtbebauung vernichtet wurde.

### 19. Jahrhundert

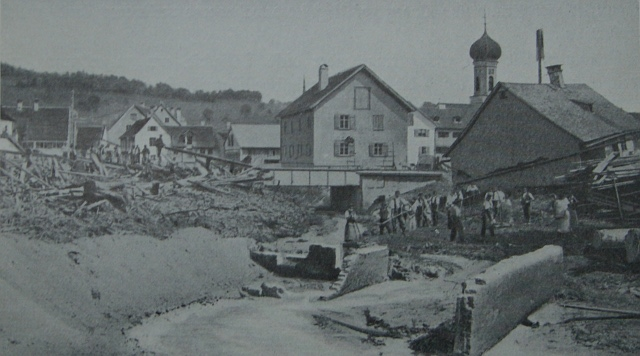
Nach der Hochwasserkatastrophe 1873

Von 1804 bis 1805 gehörte die Stadt zu Österreich, mit den Verträgen von Brünn (10. bis 16. Dezember 1805) wurde Immenstadt schließlich bayerisch. Die militärische Besetzung der Stadt durch bayerische Truppen erfolgte am 28. Dezember 1805, die sogenannte Zivilbesitznahme wird auf den 10. März 1806 datiert. Im April und im Mai 1809 sprang der Vorarlberger und Tiroler Volksaufstand unter Andreas Hofer gegen die bayerisch-napoleonische Herrschaft auf das Oberallgäu über. In Immenstadt versammelten sich am 16. Mai mehrere tausend bewaffnete Bauern, um einen Anschluss an Österreich zu erzwingen. Bei einem Gefecht nahe der Ortschaft Stein schlugen die Aufständischen ihre aus Richtung Kempten anrückenden Gegner zurück. Dennoch konnte die Erhebung in der Region um Immenstadt keine Massenwirksamkeit entwickeln. Im August 1809 war der Volksaufstand im Allgäu endgültig gescheitert. Motiv des Aufstandes war wohl die Enttäuschung über die bayerischen Verwaltungsmaßnahmen, durch die ein großes Unmutspotenzial entstanden war.
Ein Schritt in die neue Zeit war die Eröffnung der Eisenbahnlinie Kempten-Lindau im Jahr 1853. Mit der Erbauung der Mechanischen Bindfadenfabrik 1855 hielt die Industrie in Immenstadt ihren Einzug. Die vormals gleichberechtigten Landgerichtsbezirke Immenstadt und Sonthofen wurden mit der Königlich Allerhöchsten Verordnung zur Einrichtung der Distrikts-Verwaltungsbehörden vom 24. Februar 1862 der Verwaltung des neugegründeten Bezirksamtes Sonthofen unterstellt. Damit reduzierte sich der politische Einfluss Immenstadts erstmals auf das Stadtgebiet. Der Machtbereich der Marktgemeinde Sonthofen dehnte sich auf die Gebiete westlich der Iller aus.
Eine verheerende Überschwemmung der Innenstadt ereignete sich am 28. Juli 1873, als sich an einem sehr heißen Nachmittag schwere Gewitter mit Wolkenbrüchen und Hagelschlag im Steigbachtal entluden. Die Sturzflut zerstörte in der Innenstadt zehn Gebäude vollständig, circa 100 von 243 Wohnhäusern wurden teils stark beschädigt. Zehn Brücken wurden weggerissen, Wege und Straßen auf einer Länge von 900 Metern zerstört. Der Schaden belief sich auf 200.000 Gulden. Sechs Frauen und fünf Kinder starben in den Fluten, zwei Holzarbeiter wurden auf einer Viehweide durch einen umstürzenden Baum erschlagen. Erst 1880 wurde die Immenstädterin Katharina Johler unter Geröll des Steigbachs gefunden. Als Ursache dieser und weiteren Hochwässern um den Steigbach war der zunehmend schwindende Baumbestand oberhalb der Stadt, Holz diente als Hauptbrennstoff der Bevölkerung und Gewerbebetriebe als auch zum Bau von Gebäuden. Schließlich wurden mit dem ersten bayerischen Forstgesetz von 1852 großflächig Weideflächen zugunsten der Käseherstellung geschaffen und die Buchenbestände durch schnell wachsende Fichtenkulturen ersetzt. Nach der Hochwasserkatastrophe wurde der Steigbach mit Wildbachverbauungen nach Schweizer Vorbild gesichert und die kahlen Hänge am Steigbachtobel aufgeforstet.
Vom 1. Mai bis 9. Mai 1877 lebte ein entlaufenes Krokodil in den Bachläufen von Immenstadt. 1881 wurde in Immenstadt die erste Telefonanlage in Betrieb genommen, und ab dem 1. September 1898 stand ein öffentliches Telefonnetz zur Verfügung.

### 20. Jahrhundert

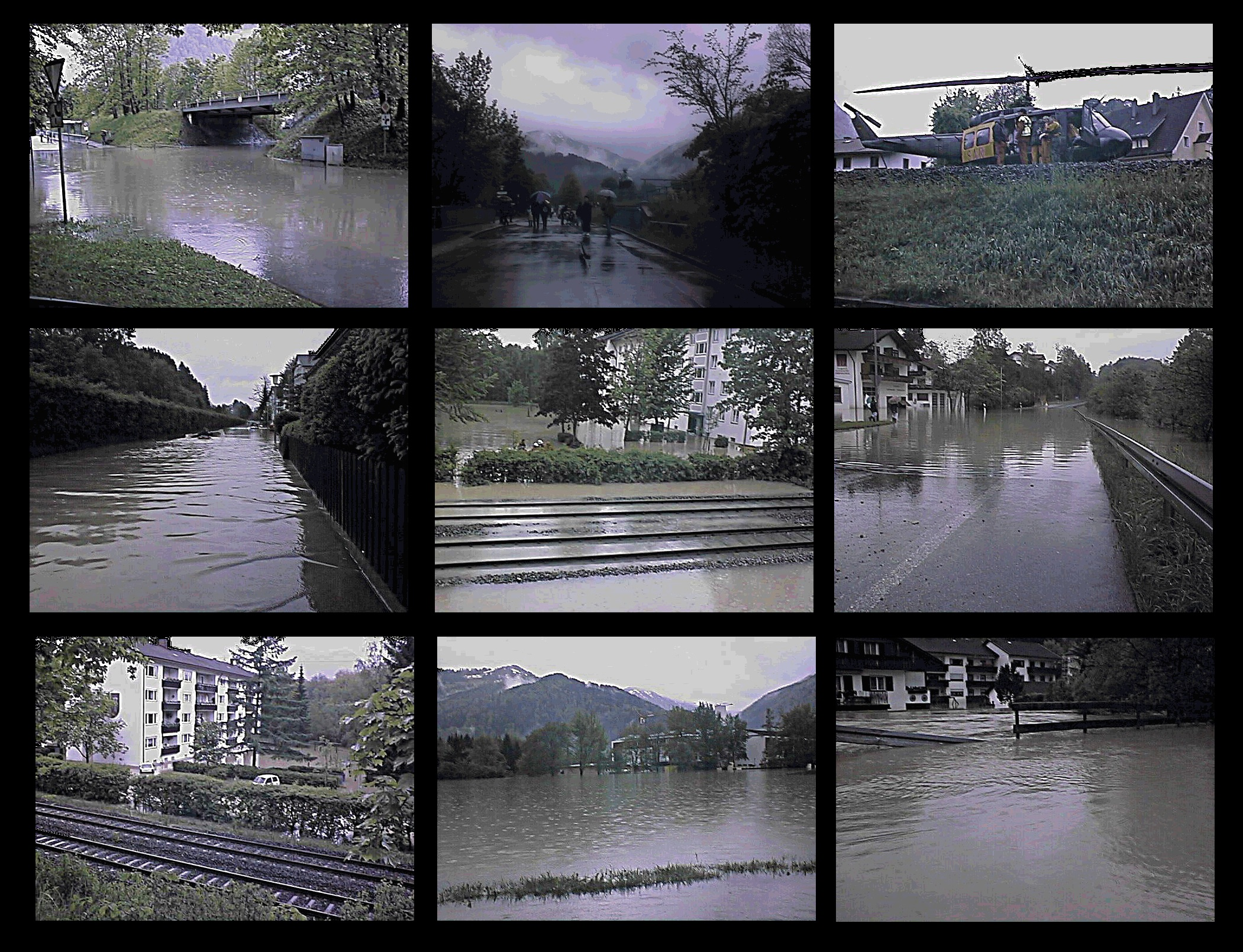
Hochwasser 1999

1915, ein Jahr nach Beginn des Ersten Weltkriegs, wurde Immenstadt Garnisonsstadt. Am 15. Juli zogen drei Kompanien des Bayerischen Schneeschuh-Bataillons Nr. 1 ein. Der in München und Augsburg 1919 proklamierten Räterepublik hatte sich auch Immenstadt angeschlossen.
Am 22. Februar 1945 flogen die United States Army Air Forces einen Angriff auf Immenstadt, um den Eisenbahnverkehr auf längere Zeit zu unterbinden. Bei insgesamt zwei Bombardements innerhalb kurzer Zeit kamen sechs Menschen ums Leben, zerstört waren unter anderem das E-Werk, ein Nebengebäude des Bahnhofs, die Mälzerei der Kaiserbrauerei und weitere angrenzende Gebäude. Bei Kriegsende im Mai 1945 rückten Truppen der 1. Französischen Armee unter dem Kommando von Generalmajor Jacques-Philippe Leclerc de Hauteclocque in die Stadt ein. Beim Einmarsch wurden fünf Angehörige der Indischen Legion der Wehrmacht von marokkanischen Kolonialsoldaten erschossen und später auf dem städtischen Friedhof beerdigt. Im Pfarrhof wurde von den Franzosen ein Triumphbogen errichtet, der bei einer Parade von Charles de Gaulle persönlich abgenommen wurde. Nach den französischen Truppen folgten wenig später Truppen der US-Armee. Immenstadt gehörte dann auch zur Amerikanischen Besatzungszone. Ab 1948 wurden auch zwischenzeitlich eingestellte lokale Zeitungen wie das Allgäuer Anzeigeblatt wieder mit Lizenzen der Besatzungsbehörden in Immenstadt gedruckt.
Die Nachkriegszeit war eine ruhige Zeit für Immenstadt, nur das Pfingsthochwasser 1999 störte den Frieden. Dabei führte die Iller ein etwa 300-jähriges Hochwasser. Das überstieg den vorhandenen Schutzgrad bei weitem und führte zu großen Schäden an Wohngebäuden, Gewerbe, öffentlicher Infrastruktur und Landwirtschaft. Die Schäden betrugen allein im Raum Immenstadt etwa 15 Millionen Euro.

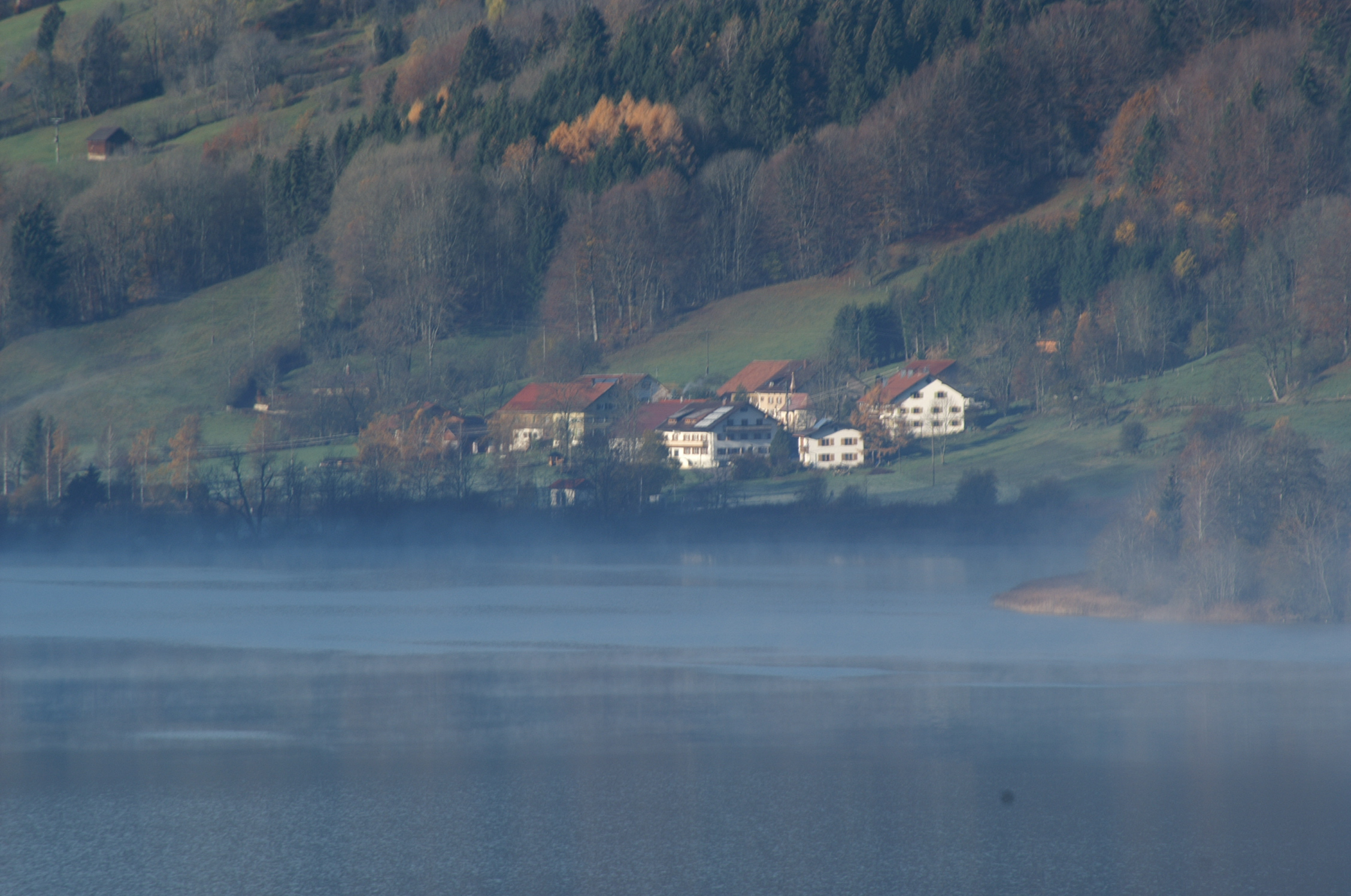
Trieblings am Großen Alpsee

### Eingemeindungen
Im Zuge der Gebietsreform in Bayern wurden am 1. Januar 1972 die Gemeinden Akams, Bühl am Alpsee, Diepolz, Eckarts, Rauhenzell und Stein im Allgäu eingegliedert.

### Bevölkerungsentwicklung
Eine genaue Einwohnerentwicklung für Immenstadt zu erstellen leidet unter ungenügenden und lückenhaften Aufzeichnungen. Die ersten Schätzungen stammen aus dem Jahr 1353 und geben für das damalige Ymmendorff etwa 135 Einwohner an. Genauere Aufzeichnungen aus dem Ende des 16. Jahrhunderts beziffern die Bevölkerungszahl auf etwa 700 Einwohner. Der Dreißigjährige Krieg und die Pest 1628 forderten ihren Tribut unter der Bevölkerung. Im Jahr 1638 verzeichnete Immenstadt nur noch 254 Einwohner, ein Verlust gegenüber 1620 von fast 70 Prozent. 1819 waren wieder 1029 Einwohner in 165 Wohnhäusern erreicht.

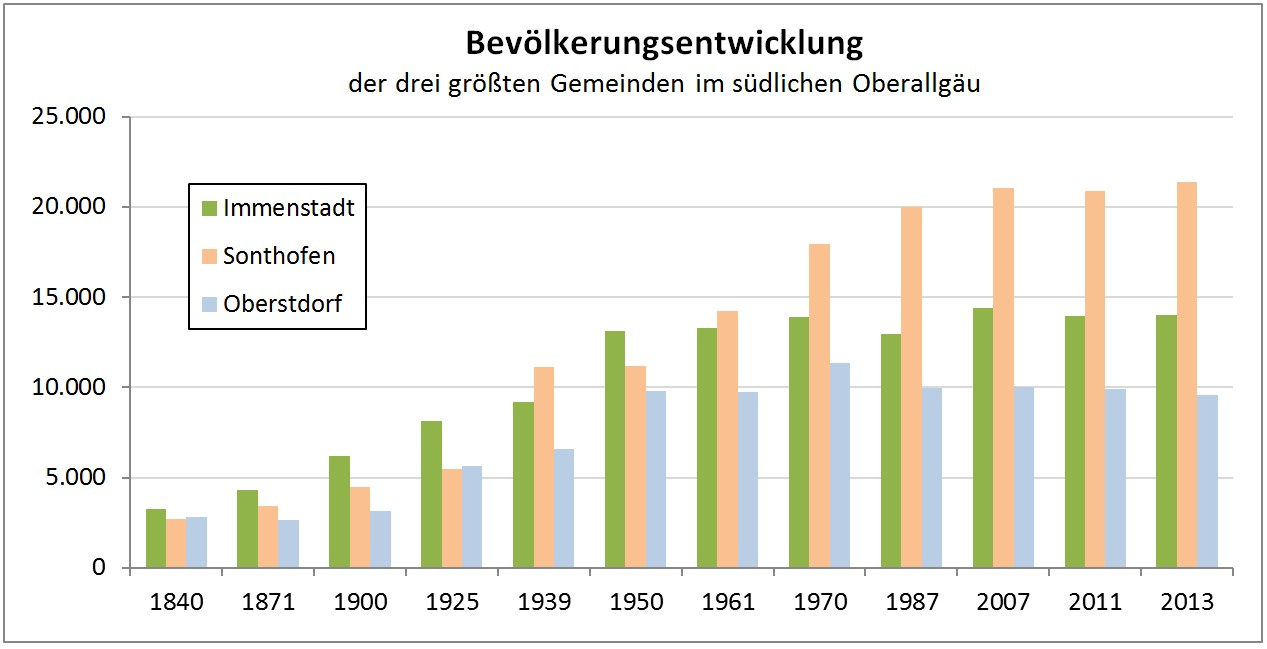
Bevölkerungsentwicklung im Vergleich mit Sonthofen und Oberstdorf

Kräftige Wachstumsschübe bescherten der Stadt der Ausbau des Eisenbahnnetzes um 1850 und der Bau der Mechanischen Bindfadenfabrik im Jahre 1855. Bedeutend waren dabei Anwerbungen von Arbeitskräften aus den strukturschwachen Gegenden Deutschlands und des benachbarten Auslands. Ein weiterer Punkt wurde nach Ende des Zweiten Weltkrieges erreicht, als Ausgebombte und Flüchtlinge in Immenstadt eine neue Heimat fanden. Vor allem die Ansiedlung der an ihrem Heimatstandort Varnsdorf ausgewiesenen Kunert-Werke 1946 bescherte Immenstadt ein weiteres und stetiges Wachstum. Im Jahr 1960 wurde zum ersten Mal die Marke von 10.000 Einwohnern überschritten.
Ein weiteres Bevölkerungswachstum wurde im Jahr 1972 durch die Gemeindegebietsreform erzielt, durch die Eingemeindung von sechs Nachbarorten wurden Ende 1972 14.105 Einwohner registriert. Der letzte große Sprung ereignete sich durch die Ansiedlung eines Zweigwerkes der Robert-Bosch-GmbH sowie  die Intensivierung des Miet- und Eigentumswohnbaus, welcher bis heute das vorrangige Ziel der Stadt darstellt, um bevorzugt junge Familien hier ansässig zu machen.
Zwischen 1988 und 2018 wuchs die Stadt von 13.132 auf 14.271 um 1.139 Einwohner bzw. um 8,7 %.
| Jahr      | 1840  | 1871  | 1900  | 1925  | 1939  | 1961   | 1970   | 1991   | 1995   | 2005   | 2010   | 2015   | 2019   |
| Einwohner | 3.289 | 4.333 | 6.190 | 8.154 | 9.188 | 13.279 | 13.920 | 13.696 | 14.126 | 14.321 | 14.106 | 14.191 | 14.314 |

Quelle →

## Religion

### Christliche Konfessionen

#### Katholische Pfarrgemeinden
Im Jahre 1275 wurde die Pfarrei Imendorf im „Zehntverzeichnis“ des Bistums Konstanz aufgeführt. Auch die Pfarreien der Stadt- und Gemeindeteile Akams, Diepolz, Eckarts, Knottenried und Stein wurden hierin erwähnt. Das Konkordat von 1817 bewirkte den Wechsel zum Bistum Augsburg. Nach Auflösung des Dekanats Stiefenhofen im Jahre 1974 wurden die Pfarreien Immenstadts dem neu entstandenen Dekanat Sonthofen zugeschrieben. Zum Pfarrverband Immenstadt, der 1989 gebildet wurde, gehören die Pfarreien Akams, Bühl, Diepolz, Eckarts, Immenstadt, Knottenried, Missen, Rauhenzell und Stein. Seit September 1998 bilden die Pfarreien Stein, Akams, Eckarts, Diepolz und Knottenried mit Missen eine Pfarreiengemeinschaft. Bühl, Rauhenzell und Immenstadt sind zusammen die andere Pfarreiengemeinschaft (PG).

#### Klöster
- Von 1652 bis 1980 gab es in Immenstadt den Kapuzinerkonvent St. Josef.
- Im Jahre 1910 errichteten die Franziskanerinnen von Maria Stern eine Haushaltungsschule mit Internat.

#### Bruderschaften
- Die Mariä-Himmelfahrts-Bruderschaft wurde 1606 gegründet und zählte 1847 1200 Mitglieder.
- Die Rosenkranzbruderschaft von 1663 ging in der Mariä-Himmelfahrts-Bruderschaft auf. Sie bestand erneut von 1911 bis ca. 1945.
- Auch die Bruderschaft von der Todesangst Christi, die 1697 ins Leben gerufen wurde, verschmolz 1829 mit der Mariä-Himmelfahrts-Bruderschaft.
- Die Bruderschaft vom hl. Skapulier vom Berge Karmel aus dem Jahre 1697 wurde von den Karmeliten aus Ravensburg betreut. Die letzte Aufnahme eines Mitgliedes ist von 1955 überliefert.
- Die franziskanische Gemeinschaft gehörte zum dritten Orden des hl. Franziskus und wurde 1848 gegründet.
- Die 1891 gegründete Herz-Jesu-Bruderschaft zählte bis zu 5000 Mitglieder und bestand bis Anfang der 1950er Jahre.

#### Evangelisch-lutherische Pfarrgemeinde
Am 22. Juni 1851 wurde in Immenstadt der erste evangelische Gottesdienst gefeiert. Ab 1864 bestand ein Vikariat und ab 1901 eine Pfarrei. Die Grundstein der Erlöserkirche wurde 1861 gelegt. Seit 1969 besteht in Blaichach eine zweite Pfarrstelle. Es werden die Bereiche Rettenberg, Vorderburg, Wertach und Jungholz in Österreich von der Pfarrei Immenstadt betreut. Die Pfarrei ist dem Dekanat Kempten zugehörig.

#### Evangelische Freikirche
Das Christushaus Allgäu unterhält in der Mittagstraße unweit des Kirchplatzes ein Gemeindehaus. Die sonntäglichen Gottesdienste werden in der nahen Salzstraße im ehemaligen Gasthof Engel abgehalten. Das Christushaus Allgäu ist Mitglied im Bund freikirchlicher Pfingstgemeinden KdöR.

#### Neuapostolische Gemeinde
In einem Nebenzimmer des Gesellschaftshauses im Hofgarten fand am 1. November 1925 der erste Gottesdienst der Neuapostolischen Gemeinde statt. 1951 wurde eine Kirche in der Liststraße erbaut. Die Gemeinde gehört zum Bezirk Kempten.

#### Zeugen Jehovas
Schon 1927 waren Mitglieder der Gemeinde der Zeugen Jehovas in Immenstadt. Der Königreichssaal wurde 1986 in der Bachreute fertiggestellt.

### Islam
Gebetsräume bestanden für Immenstädter Muslime bereits seit 1982. Die Gemeinschaft unterhielt auch eine Koran-Schule. 2010 wurde die Yunus-Emre-Moschee im Unteren Koloniehof erbaut. Dachverband der Gemeinschaft ist die Türkisch-Islamische Union der Anstalt für Religion.

### Buddhistische Stiftung Diamantweg
2007 wurde nördlich über dem Alpsee im Gut Hochreute das Europazentrum der Buddhistischen Stiftung Diamantweg errichtet. Der Diamantweg gehört zur Karma-Kagyü-Schule des tibetischen Buddhismus.

### Religionszugehörigkeit
| Römisch-katholisch     | 55,7 % |
| Evangelisch-lutherisch | 14,3 % |
| Andere                 | 30,0 % |

## Politik

### Stadtrat
2014
Vorläufiges Endergebnis der Kommunalwahl vom 16. März 2014:
| Partei / Liste                 | Stimmen % | +/− %p | Sitze | +/− |
| ------------------------------ | --------- | ------ | ----- | --- |
| CSU                            | 34,34 %   | − 0.31 | 8     | − 1 |
| Wählergemeinschaft die Aktiven | 23,13 %   | + 2.12 | 6     | + 1 |
| JA für Immenstadt *            | 14,56 %   | + 5.66 | 3     | + 1 |
| Grüne                          | 12,89 %   | + 1.47 | 3     | ± 0 |
| SPD                            | 12,35 %   | + 0.50 | 3     | ± 0 |
| FDP                            | 2,74 %    | + 2.72 | 1     | + 1 |

Die im Stadtrat von 2008 vertretenen Freie Wähler e. V. (FW) sind 2014 nicht zur Wahl angetreten.
2020
- SPD: 2
- Grüne: 4
- Frauen: 1
- JA: 3
- Aktive: 3
- FW: 2
- FDP: 1
- CSU: 8

Die Stadtratswahl vom 15. März 2020 führte zu dem in nebenstehendem Diagramm dargestellten Ergebnis. Auch die sich daraus ergebende Sitzverteilung ist als Diagramm wiedergegeben.
| Kommunalwahl 2020Wahlbeteiligung: 56,16 % (2014: 56,40 %) %403020100 31,3 %15,5 %8,4 %3,0 %14,2 % (n. k. %p)11,5 % (n. k. %p)10,2 % (n. k. %p)5,9 % (n. k. %p) CSUGrüneSPDFDPJAdie AktivenFWFrauen |

### Bürgermeister
Zum Ersten Bürgermeister wurde bei der Kommunalwahl 2020 Nico Sentner (parteilos) mit 79,7 % der gültigen Stimmen im ersten Wahlgang gewählt. Er löste damit Armin Schaupp ab, der seit 2008 Erster Bürgermeister war. Seine Mitbewerberin Vera Huschka (SPD) erhielt 20,3 % der Stimmen.
Erste Bürgermeister der Stadt Immenstadt (ab 1900)
- Georg Burghardt (1900–1911)
- Friedrich Kraus (1912–1914, hauptamtlich)
- Hermann Stenger (1916–1935, hauptamtlich)
- Matthäus Fehr (1935–1942, ehrenamtlich)
- Otto Fäßler (1945, ehrenamtlich)
- Georg Sigel (1945, ehrenamtlich)
- Albert Wehr (1945–1946, ehrenamtlich)
- Alfred Frey (1946, ehrenamtlich)
- Karl Huber (1947–1952, ehren- bzw. hauptamtlich)
- Karl Pfau (1952–1970, hauptamtlich)
- Hubert Rabini (1970–1978, CSU, hauptamtlich)
- Gerd Bischoff (1978–2008, CSU, hauptamtlich)
- Armin Schaupp (2008–2020, parteilos, hauptamtlich)
- Nico Sentner (seit 2020, parteilos, hauptamtlich)

vor 1900 siehe:

### Stadtwappen, Stadtfarben, Stadtlogo
| Wappen von Immenstadt im Allgäu | Blasonierung: „Gespalten von Grün und Silber, vorne ein aufrechter, gebogener silberner Fisch, hinten eine halbe bewurzelte grüne Linde am Spalt.“ |

Wappenbild von 1841 mit Bienenkorb

Logo der Stadt Immenstadt

| Wappen von Immenstadt im Allgäu | Wappenbegründung: Das Wappen ist erstmals durch das Siegel der Bürgerschaft von Ymmendorf (Sigillum civitatis Ymmendorff) belegt. Die in der hinteren Hälfte dargestellte halbe Linde wurde vom Lindauer Stadtwappen übernommen, da Immenstadt 1360 das Stadtrecht durch jene Reichsstadt erhielt. Der Fisch, dargestellt in der vorderen Hälfte, symbolisiert nach lokaler Deutung den angeblichen Fischreichtum. Im 19. Jahrhundert wurde in heraldisch nicht korrekter Weise dem Wappen ein Bienenkorb aufgesetzt, um hiermit die Herkunft des Ortsnamens Immenstadt von „Immen“ (Bienen) nahezulegen. Mit populären Wappensprüchen wie „Immen, Fisch und Linden werden Statt und Platz hier finden“ oder „Immen, Fisch und Linden sind allhier zu finden“ versuchte man, das Wappen volkstümlich zu interpretieren. Das Gesicht unter dem Bienenkorb in der Darstellung aus dem Jahre 1841 wird als das eines Fruchtbarkeit symbolisierenden Genius beschrieben, aber auch als weibliches Antlitz der römisch-griechischen Bienen- und Fruchtbarkeitsgöttin Mellona gedeutet. |

Die Stadtfarben von Immenstadt sind Grün und Weiß. Das Logo der Stadt Immenstadt besteht aus den Farben Grün (Schriftzug „Allgäu“ und stilisierte Berge), Schwarz (Schriftzug „Immenstadt“), Blau (Schriftzug „Alpsee“ und stilisierter Segler und See) und Rot (stilisierte Punkte). Die stilisierten Berge stehen für die Hausberge Mittagberg, Steineberg, Stuiben, der See steht für den Großen Alpsee und die drei roten Punkte stehen für die Mittag-Schwebebahn (nachts sind einzelne Stützen beleuchtet). Das Logo wurde Mitte der 1990er Jahre entworfen und wird von der Stadt Immenstadt verwendet.
Zwei Briefmarkenwerte der Deutschen Post mit Immenstädter Wappen sind 2023 in Umlauf gekommen.

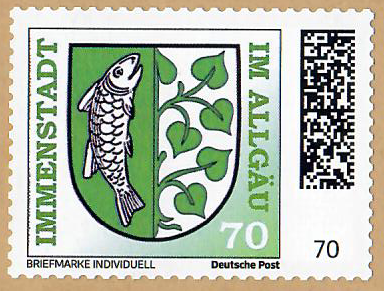
Marke für Postkarte

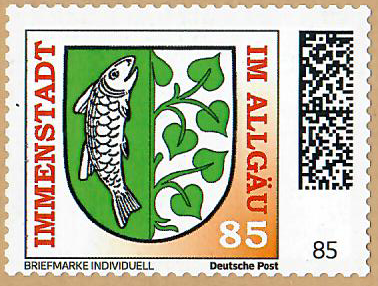
Marke für Brief

### Städtepartnerschaften
Immenstadt im Allgäu unterhält folgende Städtepartnerschaften:
- Lillebonne, Frankreich (seit 1960)
- Wellington, Vereinigtes Königreich (seit 1985)

### Wahlkreis Immenstadt
Von 1868 bis 1918 trug der Listenletzte der 48 bayerischen Wahlkreise (WK284) den Namen Immenstadt. Er umschloss die Bezirksämter Lindau, Kempten und Sonthofen und die ehemaligen Reichsstädte Lindau und Kempten.

### Politische Veranstaltungen (Auswahl)
- Am 3. Oktober 1971 fand in der Immenstädter Hofgarten-Stadthalle ein Landesparteitag der Sozialdemokratischen Partei Deutschlands statt. Bundeskanzler Willy Brandt und andere hochrangige SPD-Funktionäre waren zu Gast.[30]
- Am 13. Februar 2013 zelebrierte die Partei Bündnis 90/Die Grünen ihren Politischen Aschermittwoch in der Hofgarten-Stadthalle in Immenstadt. Als Redner waren der Vorsitzende der Bundestagsfraktion Jürgen Trittin, der Ministerpräsident von Baden-Württemberg Winfried Kretschmann und die beiden Allgäuer Landtagsabgeordneten Adi Sprinkart und Thomas Gehring vor Ort.

## Kultur und Sehenswürdigkeiten

### Museen
- Heimatmuseum „Hofmühle“: Der Mühlenbetrieb wurde 1898 eingestellt, das Mühlengebäude erwarb 1983 die Stadt Immenstadt. Nach einer kurz darauf erfolgten grundlegenden Sanierung stellte die Stadt die Räume im Ostteil des Hauses dem Heimatverein Immenstadt für das Museum zur Verfügung, im Westteil ist das Stadtarchiv untergebracht.
- Allgäuer Bergbauernmuseum: Das Allgäuer Bergbauernmuseum, im Gemeindeteil Diepolz auf 1037 m gelegen, wurde 2004 fertiggestellt. Es liegt am Fuße des Hauchenbergs. Das Museum zeigt die Arbeitsweise der Bergbauern gestern und heute.
- AlpSeeHaus: Das AlpSeeHaus im Gemeindeteil Bühl eröffnete im Juni 2012 und ist als interaktive Naturkunde-Ausstellung im Bezug auf den Naturpark Nagelfluhkette gebaut worden.[31]

### Bauwerke

#### Burgruinen
- Burgruine Rothenfels
- Burgruine Hugofels (Brunnenfels)
- Burgruine Laubenbergerstein (Laubenberg)
- Burgruine Burg Rauhlaubenberg (Laubenegg, Trazberg)
- Burgruine Burg Werdenstein

#### Sakralbauten

##### Katholische Kirchen
Anmerkung: Die folgende Aufstellung berücksichtigt die Kirchengebäude der Pfarreiengemeinschaft Immenstadt. Für das gesamte Stadtgebiet sind noch die relevanten Gotteshäuser der Pfarreiengemeinschaft Stein-Missen hinzuzunehmen.

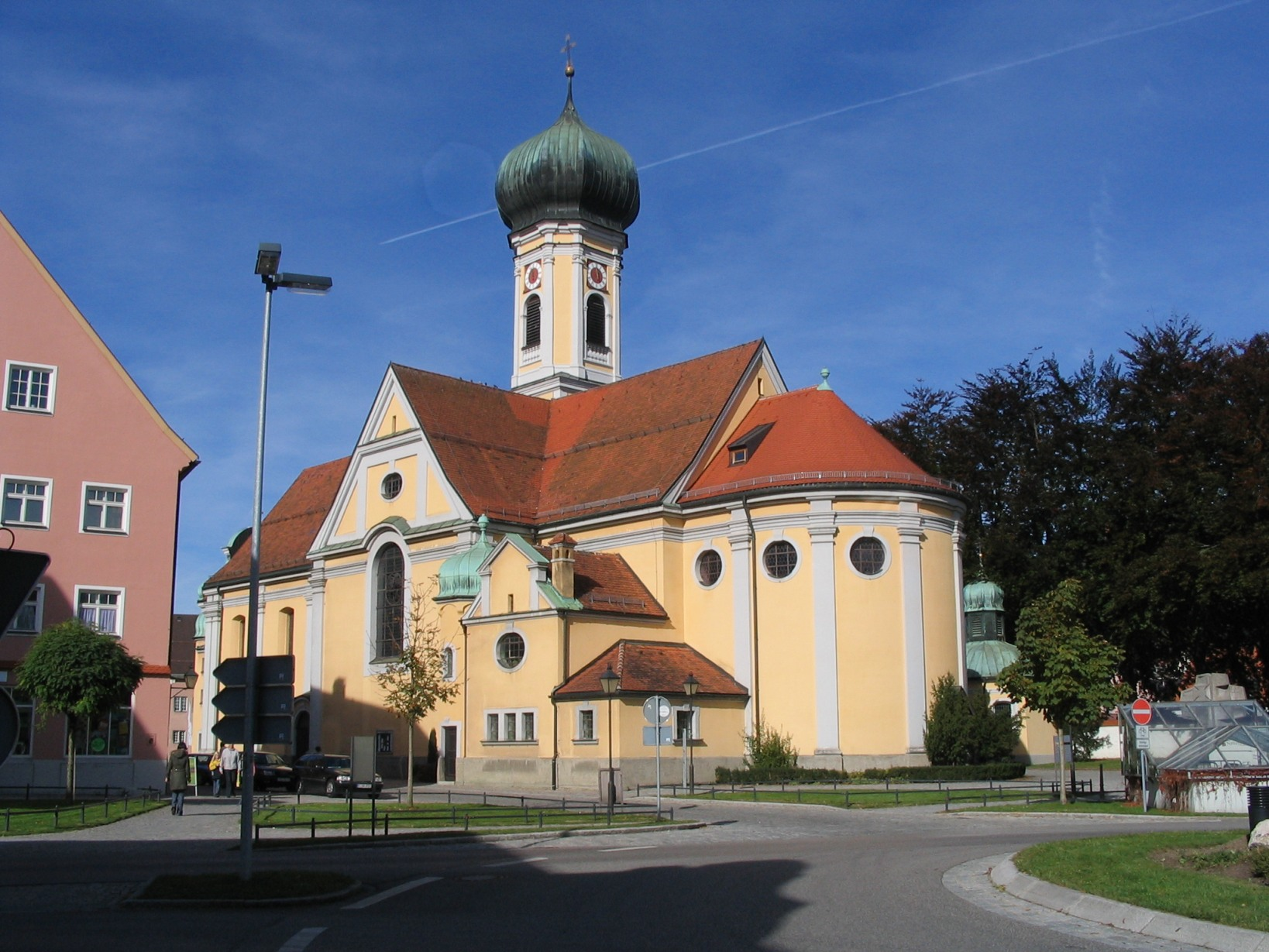
Stadtpfarrkirche St. Nikolaus

- Kapuzinerkirche St. Josef: Die Grundsteinlegung der Kapuzinerkirche St. Josef fand im Jahr 1653 statt.

- Stadtpfarrkirche St. Nikolaus: Von 1704 bis 1707 errichteter Kirchenbau zu Ehren der hll. Nikolaus und Magnus. Durch einen Um- und Erweiterungsbau der Stadtpfarrkirche in den Jahren 1907/08 in neubarockem Stil erhielt das Bauwerk sein heutiges Bild.

- Kloster der Franziskanerinnen St. Maria Stern: 1909/10 errichtete das Mutterhaus der Kongregation der Franziskanerinnen von Maria Stern aus Augsburg das Gebäude an der Südseite des Kalvarienberges. Dieser Bau beherbergte eine Haushaltsschule und ein Schülerinnenheim. Umbau- und Erweiterungsmaßnahmen wurden in den Jahren 1926/27 und 1934 vollzogen. 1939 wurde das Haus von den Nationalsozialisten beschlagnahmt, die Ordensschwestern kehrten nach Augsburg zurück. 1940 kaufte die Stadt Immenstadt das Gebäude (jetzt mit Oberschule und Landschulheim), veräußerte es jedoch nach Kriegsende 1946 wieder an den Orden zurück. Neben einem Wohngebäude für die Ordensschwestern östlich des Hauptbaus (1967) wurde in den 1990er Jahren eine neue Turn- und Mehrzweckhalle errichtet.
- Ölbergkapelle: Zur Entstehungszeit der Ölbergkapelle in direkter Nachbarschaft zur Stadtpfarrkirche St. Nikolaus ist nichts überliefert. Die Kapelle wurde von der Bruderschaft von der Todesangst Christi erbaut, geweiht wurde die Kapelle 1760. Der Altar steht vor einer mit Grotten und Nischen gegliederten Felslandschaft, in die der leidende Christus mit den schlafenden Jüngern hineingestellt ist. Das ursprüngliche Erscheinungsbild hat die Kapelle 1909 verloren, als der südlich angefügte schmale Vorbau abgebrochen wurde. Teile der ursprünglichen Bemalung kamen bei der Renovierung 1992/93 zum Vorschein, das barocke Gitter stammt noch aus der Erbauungszeit.
- Kalvarienbergkapelle: Die Kalvarienbergkapelle fand ihre Anfänge zu Beginn des 18. Jahrhunderts. Die damalige Kapelle diente zunächst nur als Andachtsstätte und war eine halbkreisförmige Mauer, die 1858 durch einen Erweiterungsbau aus Holz geschlossen wurde. Die ehemals hölzernen Bildsäulen entlang der Stufen wurden 1848 gegen Bildstöcke aus Stein ersetzt, die Kastanienallee neben den Treppe 1877 gepflanzt. Die Kapelle erhielt 1890 eine Glocke (gestiftet von einem Bürger) im neu errichteten Türmchen. Schließlich wurden 1926 vierzehn Kreuzwegstationen, die seit 1857 Bilder von Caspar Ludwig Weiß enthielten, durch Reliefs in Majolika ersetzt. Das Patrozinium der Kalvarienbergkapelle am Fest der Kreuzerhöhung wird am 14. September gefeiert.
- Gottesackerkapelle St. Georg: Die von Freiherr Georg von Königsegg-Rothenfels erbaute Kapelle wurde am 15. Dezember 1619 der hl. Jungfrau Maria und hll. Georg, Sebastian und Rochus geweiht. Während der Pestjahre 1628–1635 fanden auf dem damaligen, in der Nähe liegenden Begräbnisplatz verstorbene Immenstädter ihre letzte Ruhestätte. Ab 1805 mussten Verstorbene ausschließlich hier begraben werden. 1802 wurde die Kapelle abgebrochen und von Grund auf neu errichtet. Das Altarbild Auferstehung Christi (1883) und weitere Bilder im Inneren der Kapelle schuf der Immenstädter Maler Ludwig Glötzle.
- Hölzerne Kapelle: Die Hölzerne Kapelle, im Steigbachtal gelegen und über die Oberer resp. Untere Steig oder den Steigbachtobel zu erreichen, wurde im 19. Jahrhundert erbaut. Ein Vorgängerbau wurde erstmals 1745 erwähnt. Er geht auf eine den Eltern der Gottesmutter Maria, den hll. Joachim und Anna geweihte Steinkapelle zurück. Zur Ausstattung gehörten die spätgotischen Figuren der hll. Sebastian und Rochus, die sich mittlerweile in der Stadtpfarrkirche befinden.
- Maxensruh-Kapelle: Der 1831 verstorbene Graf Maximilian von Königsegg-Rothenfels ließ auf seinem Altersruhesitz Maxensruh vor seinem Tod eine hölzerne Kapelle errichten, das neugotische Bauwerk wurde 1855 umgestaltet. Die Kirchweihe erfolgte 1856 dem Patrozinium der hll. Antonius von Padua und Hubertus. Die Kapelle wurde 1984 grundlegend renoviert.
- Maria-Loreto-Wallfahrtskapelle: Die Maria-Loreto Wallfahrtskapelle, ebenfalls in Bühl am Alpsee, wurde 1666 auf den Grundmauern der alten St.-Stephan-Kirche errichtet. Sie dem Heiligen Haus von Loreto nachempfunden. Bis zu 30.000 Gläubige pilgerten Ende des 17. Jahrhunderts jährlich hierher.
- Pfarrkirche St. Stephanus: In den Jahren 1667 bis 1669 wurden in Bühl von Baumeister Michael Kaufmann, der schon die Arbeiten an der Loreto-Kapelle geleitet hatte, die Heilig-Grab-Kapelle als Unterkirche und darüber die neue Stephanus-Kirche erbaut. Die Konsekration der drei Kirchen wurde am 9. Mai 1670 von Weihbischof Franz Sigmund aus Konstanz vorgenommen. Ein wichtiger Markstein in der Geschichte der Kirche waren schließlich die Jahre 1952/1953 mit der kompletten Modernisierung der St.-Stephanus-Kirche durch Kurat Wilhelm Igel, der als Anhänger der Liturgiereform das Barockkirchlein in einen schlichten, um sieben Meter nach Westen verlängerten Sakralbau umgestaltete. Seit 1957 ist das Gotteshaus Pfarrkirche der Pfarrei St. Stephanus.

##### Weitere Sakralbauten
- Evangelische Pfarrkirche (Erlöserkirche): Die Grundsteinlegung der Erlöserkirche erfolgte 1861, der Bau wurde im August des darauf folgenden Jahres eingeweiht. Schon 1883/85 wurde das Gotteshaus umgebaut und erweitert. Im Kriegsjahr 1945 erlitt das Kirchengebäude erhebliche Kriegsschäden durch Bombenabwurf, welche bis 1946 beseitigt werden konnten. Eine bauliche Umgestaltung 1964/65 vergrößerte die Kirche, der Turm erhielt nach einem Umbau vier Zifferblätter, und neben der Kirche wurde ein neues Pfarrhaus errichtet. Im Zuge der vorläufig letzten Baumaßnahme 1991/94 wurde ein Gemeindehaus gebaut, zudem entstand ein neuer, süd-nord-orientierter, fast quadratischer Kirchenraum. Im Jahr 1969 erhielt Immenstadt auf Grund der steigenden Zahl der Gemeindemitglieder eine zweite Vikarstelle in Blaichach. Von dort werden Rettenberg, Vorderburg, Wertach und Jungholz (Österreich) versorgt.
- Neuapostolische Kirche: Die Neuapostolische Kirche wurde 1951 am jetzigen Standort in der Liststraße errichtet und 1989/90 umgebaut.
- Jehovas Zeugen: Die Gemeinde der Zeugen Jehovas wurde 1956 in Immenstadt gegründet. 1985 wurde die ehemalige Stadtsäge in der Bachreute erworben, abgebrochen und auf diesem Grundstück 1986 der neue „Königreichssaal“ als Versammlungsstätte erbaut.
- Yunus-Emre-Moschee: Die Moschee in der Immenstädter Südstadt wurde 2001 erbaut. Träger ist der DITIB.

#### Historische Stadthäuser

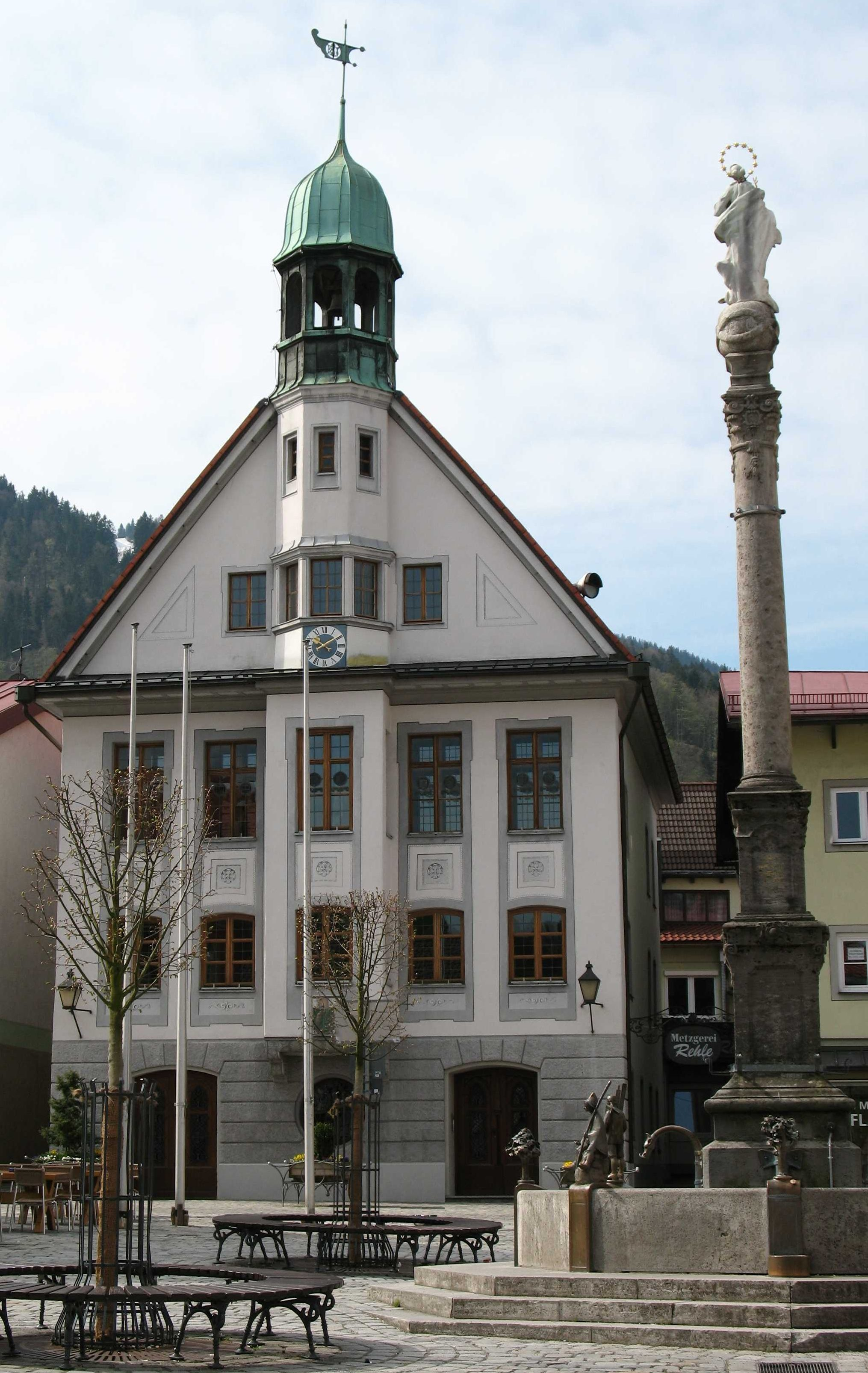
Rathaus

- Das Rathaus (Marienplatz 16) auf der Südseite des Marienplatzes wurde 1640 erbaut, es war aufgrund seines Erkers zunächst wohl ein herrschaftliches Gebäude. 1753 wurde es von der Stadt erworben und zum Rathaus umgebaut. In der ersten Etage fanden von 1753 bis 1820 die bedeutenden Immenstädter Leinwandschauen statt, zu denen Kaiser Karl V. 1536 die Erlaubnis erteilt hatte, während sich im Erdgeschoss die sogenannte „Schrannenhalle“ befand. Bei einer umfassenden Sanierung im Jahre 1866 wurde der Erkertum in neogotischem Stil gestaltet. Nachdem bei einem verheerenden Dachstuhlbrand in der Nacht vom 9. auf den 10. Dezember 1912 dieses Türmchen eingestürzt war, stellte der Kemptener Architekt Leonhard Heydecker das ursprüngliche Barocktürmchen wieder her. 1992 bis 1995 erfolgte ein weiterer Umbau. Im zweiten Stock befindet sich heute der modern gestaltete „Große Sitzungssaal“, in dem regelmäßig der Immenstädter Stadtrat tagt.
- Das Alte Schulhaus (Marienplatz 17) hinter dem Rathaus war nach 1811 das erste städtische Schulhaus. Schon nach einem halben Jahr erwies es sich aber als zu klein. Nach 1916 wurde darin die Bayerische Lebensmittelstelle (Bayerische Landesstelle zur Zwangsbewirtschaftung), zeitweise das Arbeitsamt und später auch die Räumlichkeiten des Einwohnermeldeamtes untergebracht.
- Das ehemalige gräfliche Amtshaus (Marienplatz 3) an der Ostseite des Marienplatzes wurde 1646/48 durch Hugo Graf zu Königsegg-Rothenfels errichtet. Bis 1804 war es Dienst- und Wohngebäude des Oberamtmanns der Grafschaft Rothenfels. Durch einen holzgedeckten Gang war das Amtshaus in der ersten Etage mit der Empore der gegenüberliegenden Stadtpfarrkirche verbunden. Im Zuge der Mediatisierung fiel das Gebäude an das Königreich Bayern, das es 1806 an die vermögende Braumeisterswitwe Antonia Kirchmann veräußerte. Seit 1908 ist das Haus im Besitz der Stadt Immenstadt, seit 1929 dient es als Verwaltungsgebäude und beherbergt heute unter anderem das Büro des Bürgermeisters. Das ehemalige gräfliche Amtshaus steht unter Denkmalschutz.

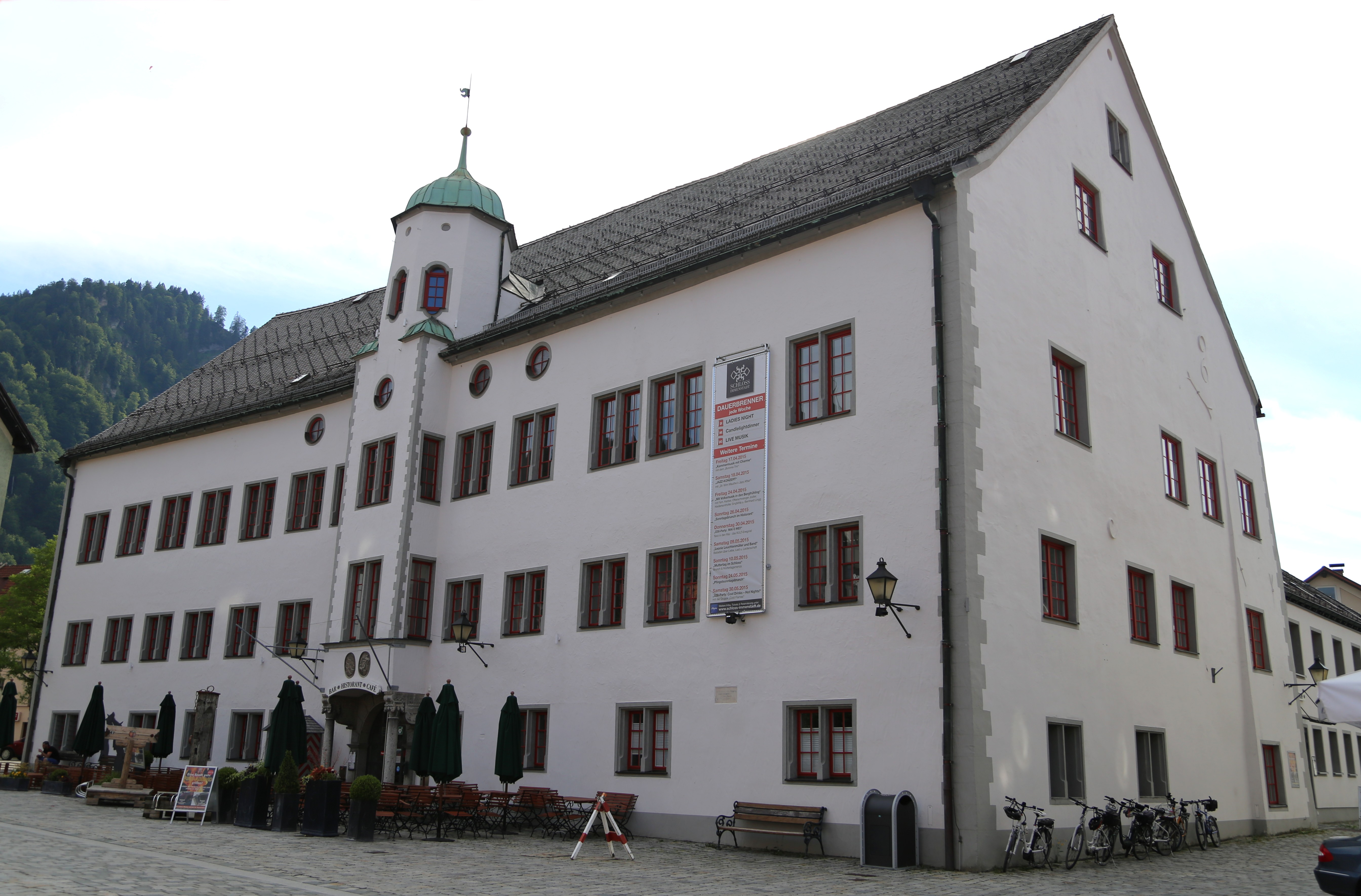
Das Stadtschloss

- Das Stadtschloss (Marienplatz 12) wurde 1550 wohl als Amtshaus durch Graf Hugo XVI. von Montfort-Rothenfels erbaut (Jahreszahl über Türsturz im Eingangsbereich) und zwischen 1595 und 1620 durch Georg Freiherr zu Königsegg zum Schloss erweitert. Hierzu mussten einige Bürgerhäuser zerlegt und vor das östliche Stadttor gesetzt werden. Der Südflügel wurde Ende des 17. Jahrhunderts, der Westflügel 1746 errichtet. Noch Anfang der siebziger Jahre präsentierte sich das Stadtschloss mit einem Innenhof, der an allen vier Seiten von Gebäuden umschlossen war. 1973 wurde schließlich der Westflügel abgebrochen. Sehenswert ist vor allem der ehemalige Festsaal mit reizvollen Stuckarbeiten aus der Zeit um 1720. Das Stadtschloss befindet sich heute im Eigentum eines privaten Investors.
- Der sogenannte Alte Hof (Marienplatz 13) zählt zu den ältesten Gebäuden Immenstadts, es wurde schon im Gütertauschvertrag von 1360 zwischen Heinrich Graf von Montfort und Ritter Walther von Laubenberg erwähnt. Bis zur Fertigstellung des Stadtschlosses diente es als Stadtwohnung der Herrscherfamilien, nach deren Umzug ins Schloss bürgerte sich die Bezeichnung „Alter Hof“ ein. Lange Zeit handelte es sich um das einzige Wohngebäude der Stadt aus Stein. Aus dem Jahre 1805 liegt eine detaillierte Beschreibung des massiven Bauwerks mit vier Stockwerken und mehreren Anbauten vor. Demnach konnte es zwölf beheizbare Zimmer, Nebenzimmer und Kammern, eine Stallung für neun Pferde, eine Remise und gewölbte Keller aufweisen. Eine gepflasterte Einfahrt führte in einen geräumigen Innenhof mit Brunnen.
- Das Gebäude Bräuhausstraße 1 war ehemals das gräfliche Brauhaus, das nach dem Brand des Vorgängerbaus 1766 durch Franz Hugo Graf zu Königsegg-Rothenfels mit dem Schanklokal Zum Löwen errichtet worden war. 1807 wurde das Haus von Franz Anton Höß ersteigert, 1894 erfolgte die Veräußerung an August Kaiser und 1908 schließlich die Erweiterung zur Villa Kaiser. Seit dem Umbau 1996/97 wird das Gebäude als Wohn- und Geschäftshaus genutzt.
- Der ehemalige gräfliche Marstall (Bräuhausstraße 6) wurde vermutlich im 17. oder 18. Jahrhundert erbaut. Es handelt sich um ein langgestrecktes Gebäude, das früher für die Schlossbewirtschaftung genutzt wurde. Später waren Stall- und Lagerräume der Brauerei Höß bzw. der Kaiserbrauerei untergebracht. Nach einer umfassenden Sanierung (1996) befinden sich heute in dem Bauwerk Wohnungen und Geschäfte. An der Südseite ist in die Wand ein Königsegger Wappenschild eingelassen.
- An der Stelle des jetzigen Literaturhauses Allgäu stand früher das ehemalige gräfliche Brauhaus, das 1765 abbrannte. 1774 errichtete Christian Moriz zu Königsegg-Rothenfels, ein vorübergehend in Immenstadt wohnender Verwandter des regierenden Grafen Franz Fidelis zu Königsegg-Rothenfels, über den noch vorhandenen Bierkellern eine Reitschule. Mit dem Ende der Grafschaft Königsegg-Rothenfels gelangte das Gebäude zunächst in österreichischen, dann in bayerischen Staatsbesitz. 1807 wurde es durch Franz Anton Höß erworben, der es viele Jahre den Immenstädter Laienschauspielern als Theater überließ. Es erfolgte 1895 ein Verkauf an die Familie Kaiser (Kaiserbräu) und wurde 1990 durch die Stadt Immenstadt erworben. In den Jahren 2006 bis 2008 wurde das Gebäude aufwändig saniert, es beherbergt heute die Stadtbücherei.
- In der Bahnhofstraße findet man die ehemalige gräfliche Kanzlei (Bahnhofstraße 11), die 1597 und 1660 in den Quellen erwähnt wird. Das ursprüngliche Gebäude brannte 1679 ab. Wenige Jahre später errichtete man direkt am Lindauer Tor (abgebrochen 1806) das Haus neu. Es diente als Zollstätte und beherbergte Diensträume, das herrschaftliche Archiv sowie die Wohnung des Kanzleiverwalters. 1805 gelangte es in bayerischen Staatsbesitz, ein Jahr später wurde es an den Kaufmann Fidel Hagenauer veräußert. Bis 1819 wohnte hier auch Maximilian Graf zu Königsegg-Rothenfels, ein Bruder des letzten regierenden Grafen Franz Fidelis.
- Das Hofjägerhaus in der Bahnhofstraße 7 wurde von Graf Hugo von Königsegg-Rothenfels 1646–48 als gräfliches Amtshaus errichtet. Um 1675 war in dem Haus die Münze untergebracht. Ab 1686 Wohnhaus des Hofjägers (Hofjägerhaus), auch Hofbüchsenmacherei.[33] Nach 1804 war Österreich und ab 1806 der Bayerischen Staat Inhaber des Gebäudes. Bis es 1827 in private Hand überging diente das Anwesen als Wohnhaus für den staatlichen Revierförster.

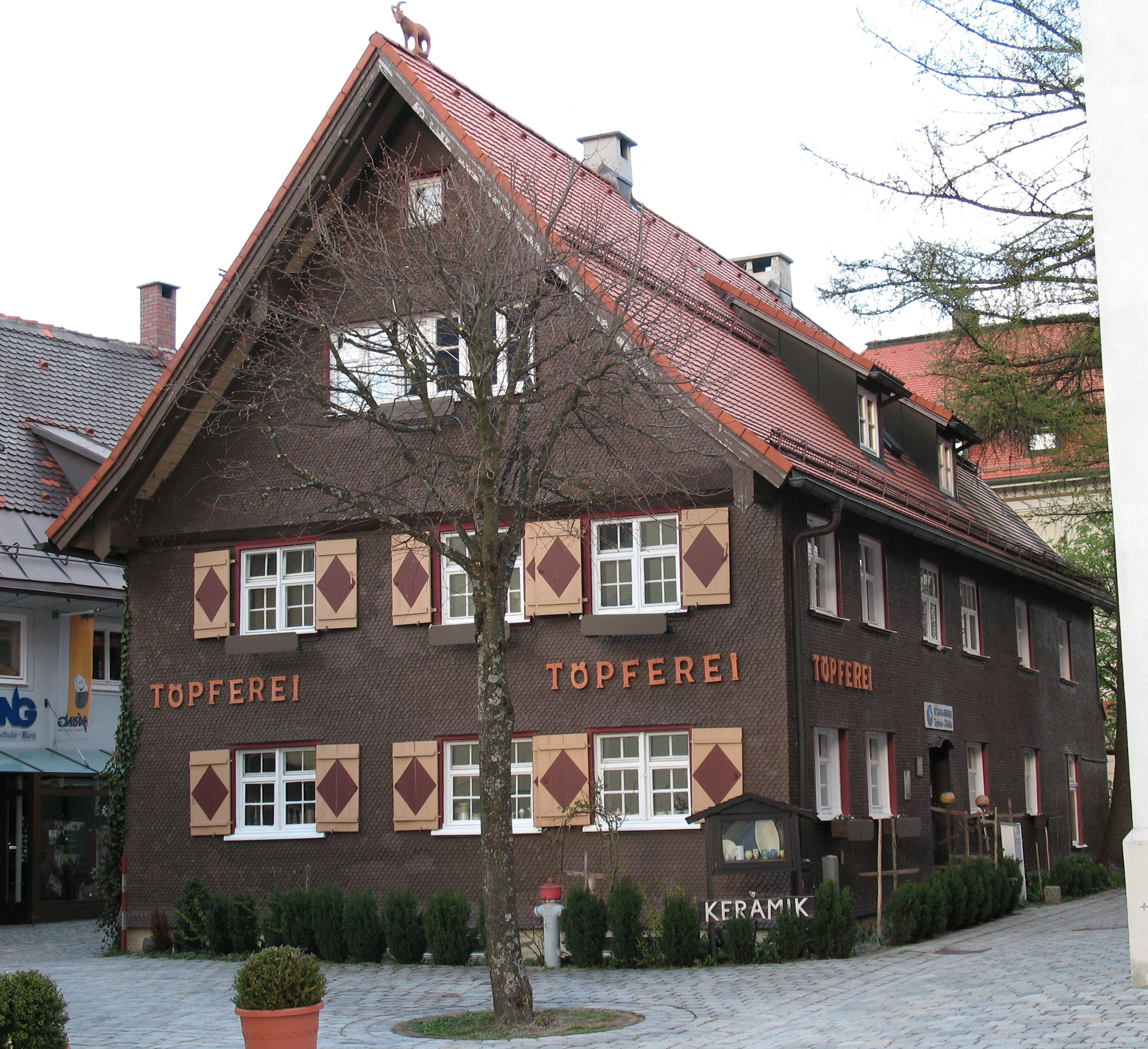
Das Hörmannhaus am Klosterplatz

- Das Hörmannhaus am Klosterplatz wurde 1757 erbaut und 1905 den Kapuzinern übergeben. Das Gebäude diente als Bäckerei. Von 1957 bis 1990 war dort das Heimatmuseum untergebracht. Das Haus wurde 1992 saniert und umgebaut und steht seitdem unter Denkmalschutz. Seit dem Jahr 1993 ist dort die Hörmannhaus-Töpferei untergebracht.
- Die Villa Edelweiß (Adolph-Probst-Straße 6) ist die repräsentative Gründerzeitvilla des Unternehmers und Miteigentümer der ehemaligen Mechanischen Bindfadenfabrik Immenstadt, Edmund Probst. Sie wurde 1882–1884 durch den Augsburger Architekten Jean Keller erbaut. Sie ist einer der qualitätsvollsten Villenbauten des ausgehenden 19. Jahrhunderts im Allgäu. Ende der 1980er Jahre wurde die Villa von der Stadt erworben und 1988–1992 saniert. Das denkmalgeschützte Gebäude ist heute Sitz der Städtischen Musikschule.

#### Skulpturen und Brunnenanlagen

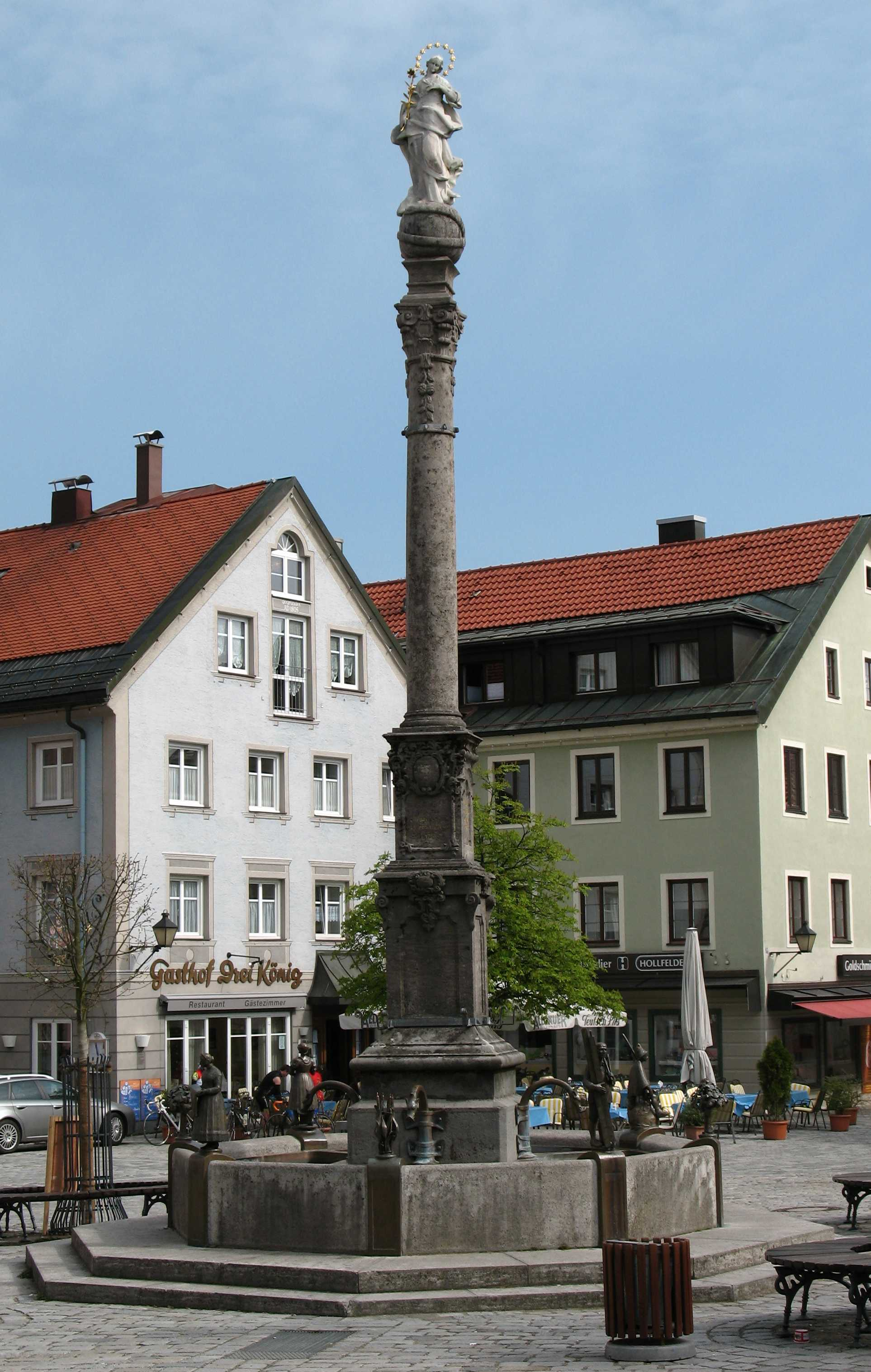
Die Mariensäule auf dem Marienplatz

- Die Mariensäule, die den Mittelpunkt des Marienplatzes darstellt, wurde aus Dankbarkeit für das Erlöschen der Pest, die von 1628 bis 1635 wütete, von Hugo Graf zu Königsegg-Rothenfels gestiftet. Errichtet wurde die Säule allerdings erst 1773 auf Veranlassung von Franz Fidelis Graf zu Königsegg-Rothenfels, dem Enkel des Stifters. Die schon damals geplante Einfassung durch eine Brunnenanlage wurde aufgrund Geldmangels rund 200 Jahre lang immer wieder aufgeschoben, so dass sich die Mariensäule erst seit 1988 über ein achteckiges Brunnenbecken erhebt. Die vier bronzenen Figuren rund um den Brunnen (Hirtenjunge – Landwirtschaft, Zimmermann – Handwerk, Weberin – Handel und Strumpfformerin – Industrie) symbolisieren traditionelle Erwerbszweige der Stadt, die an den anderen vier Ecken angebrachten Plastiken dokumentieren die Verbundenheit der Stadt mit der Natur (Schilf und Rohrkolben, Bergahorn, Linde und Apfelbaum). Geschaffen wurden sie von dem Aachener Künstler Bonifatius Stirnberg.
- Eine von Willi Tannheimer stammende Figurengruppe an der Westfassade der Kapuzinerkirche, einen Kapuziner mit zwei Kindern darstellend, erinnert an die von den Kapuzinern früher wöchentliche Verteilung von Brot und Suppe an Arme und Bedürftige.
- Der Geißenbrunnen am Klosterplatz stellt eine Referenz an die „Kuh des kleinen Mannes“ und an das ehemalige Immenstädter Geißrecht[34] dar. Der Brunnen wurde 1996 ebenfalls vom Hintersteiner Bildhauer Willi Tannheimer gestaltet.
- Die Skulpturengruppe Alpzug am Landwehrplatz, aus drei bronzenen Kühen bestehend, erinnert an den jährlichen Auf- und Abtrieb der Viehherden durch das Steigbachtal zu und von den Immenstädter Hochweiden. Das Essemble schuf im Auftrag der Stadt der Bildhauer Bonifatius Stirnberg aus Aachen. Sie wurden im April 2000 aufgestellt.

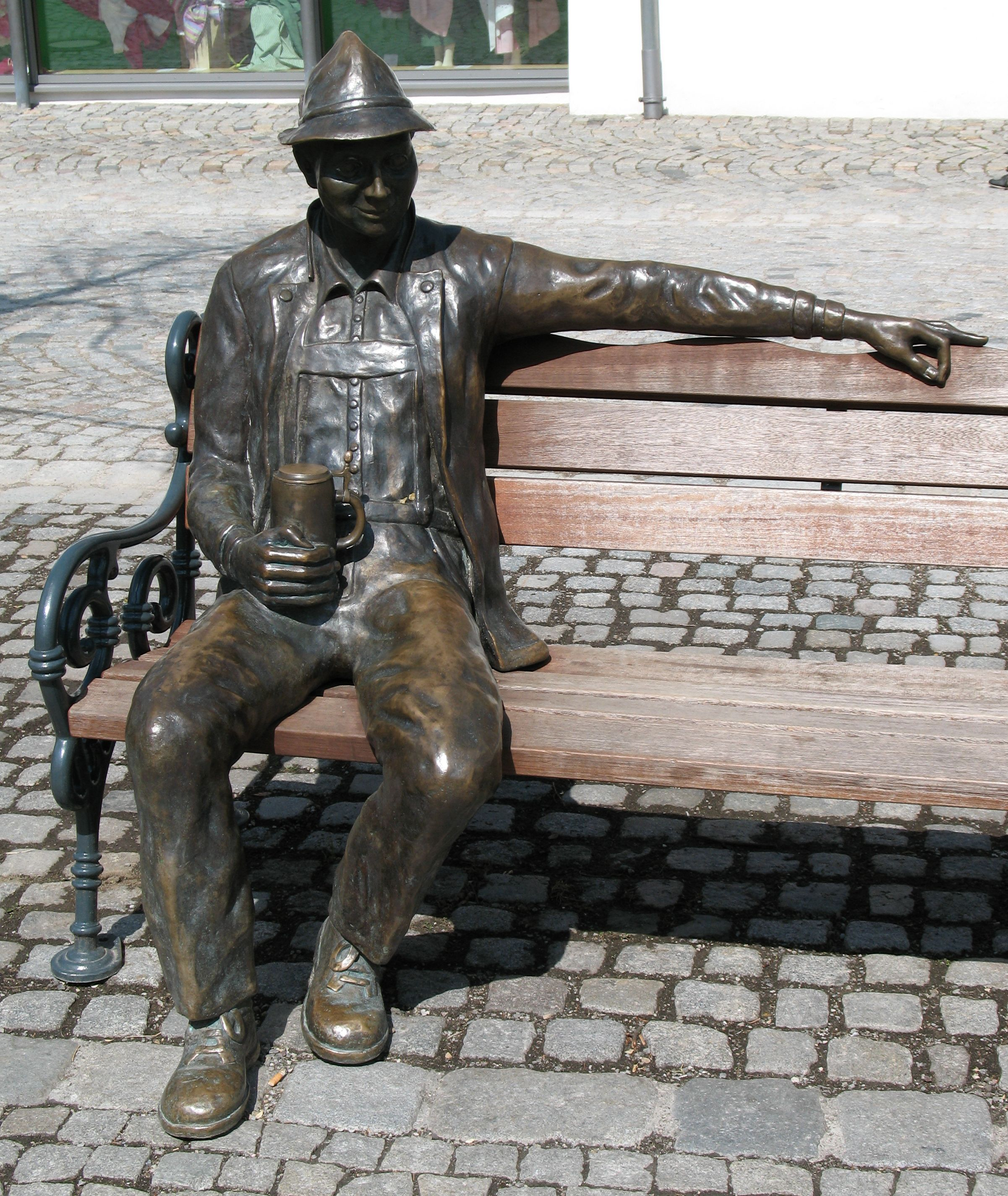
Biertrinker auf der Ruhebank, Bräuhausplatz

- Die Skulpturen auf dem Bräuhausplatz, ein detailgetreues Brauereigespann und den Biertrinker auf der Ruhebank, schuf 1997 der Bildhauer Andreas Teuchert aus Büchenbach. Sie erinnern an den einst hier arbeitenden Betrieb der Kaiser-Brauerei.
- Die Brunnenanlage vor dem Marstallgebäude, aus schwedischem Granit und Bronze bestehend, wurde 1997 vom örtlichen Steinmetzmeister Herbert Baldauf geschaffen.
- Eine der ältesten Skulpturen im öffentlichen Raum ist ein Kapuzinerbruder, der sich unter der Last eines Balkons am Haus Klosterplatz 9 krümmt. Die Figur wurde vom Holzschnitzer Xaver Rasch aus Bühl im Jahre 1936 gefertigt.
- Ein gusseiserner Brunnen vor dem Museum Hofmühle erinnert an die Wasserversorgung der Bürger bis teilweise in die Mitte des 20. Jahrhunderts. Das Becken des Brunnens wurde 1990 restauriert und mit einer nachgegossenen Säule vor dem Museum aufgestellt.
- Das Bronzekunstwerk Reigen auf dem St.–Nikolaus–Platz wurde von Ursula Gondermann aus Oberstdorf geschaffen und 1992 aufgestellt.
- Ein weiteres Werk Willi Tannheimers ist der Erzengel Michael auf dem Platz zwischen Klostergarten und Raiffeisenbank.
- Am Nordeingang der Stadtpfarrkirche befindet sich der Heiligenbaum. Der Bronzebaum zeigt die Patrone der Kirchen der Immenstädter Gemeindeteile Akams, Bühl, Diepolz, Eckarts, Knottenried, Rauhenzell und Stein, welche 1972 ihre Selbständigkeit aufgaben und sich an Immenstadt angliederten. Die Skulptur wurde 2006–2007 von Bonifatius Stirnberg aus Aachen geschaffen.
- Sebastian Kulisch schuf die Skulptur Milchmusik in der Nähe der Hauptschule. Die Skulptur wurde 1997 im Rahmen des Euregio-Skulturenparks gefertigt und im Jahr 2000 von der Stadt Immenstadt gekauft.
- Die Stele Schöpfungsgeschichte an der Achbrücke in der Missener Straße wurde 1974 von Heinrich Faltermeier[35] aus Stein geschaffen. Sie stellt das erste Menschenpaar dar.
- Die Figur des heiligen Nepomuk in Bühl stammt aus dem letzten Viertel des 18. Jahrhunderts. Der Künstler ist unbekannt. Sie wurde 1995 restauriert, bekam ein Glasgehäuse und wurde auf der Aachbrücke postiert.
- Die Steinstele an der Illerbrücke nach Rauhenzell stellt das Verbindende zwischen zwei Ufern dar, mit dem historischen Hintergrund, dass über Jahrhunderte hinweg die Iller die Grenze zwischen dem Fürstbistum Augsburg und der Grafschaft Rothenfels war. Daher sind in den Stein aus Muschelkalk auch die beiden Wappen des Augsburger Bischofs und der Königsegger eingearbeitet. Der Sockel deutet den Fluss an, die Figurengruppe bildet selbst eine Brücke. Künstler war der Lindauer Bildhauer Hermann Gierer.

#### Kalvarienberg

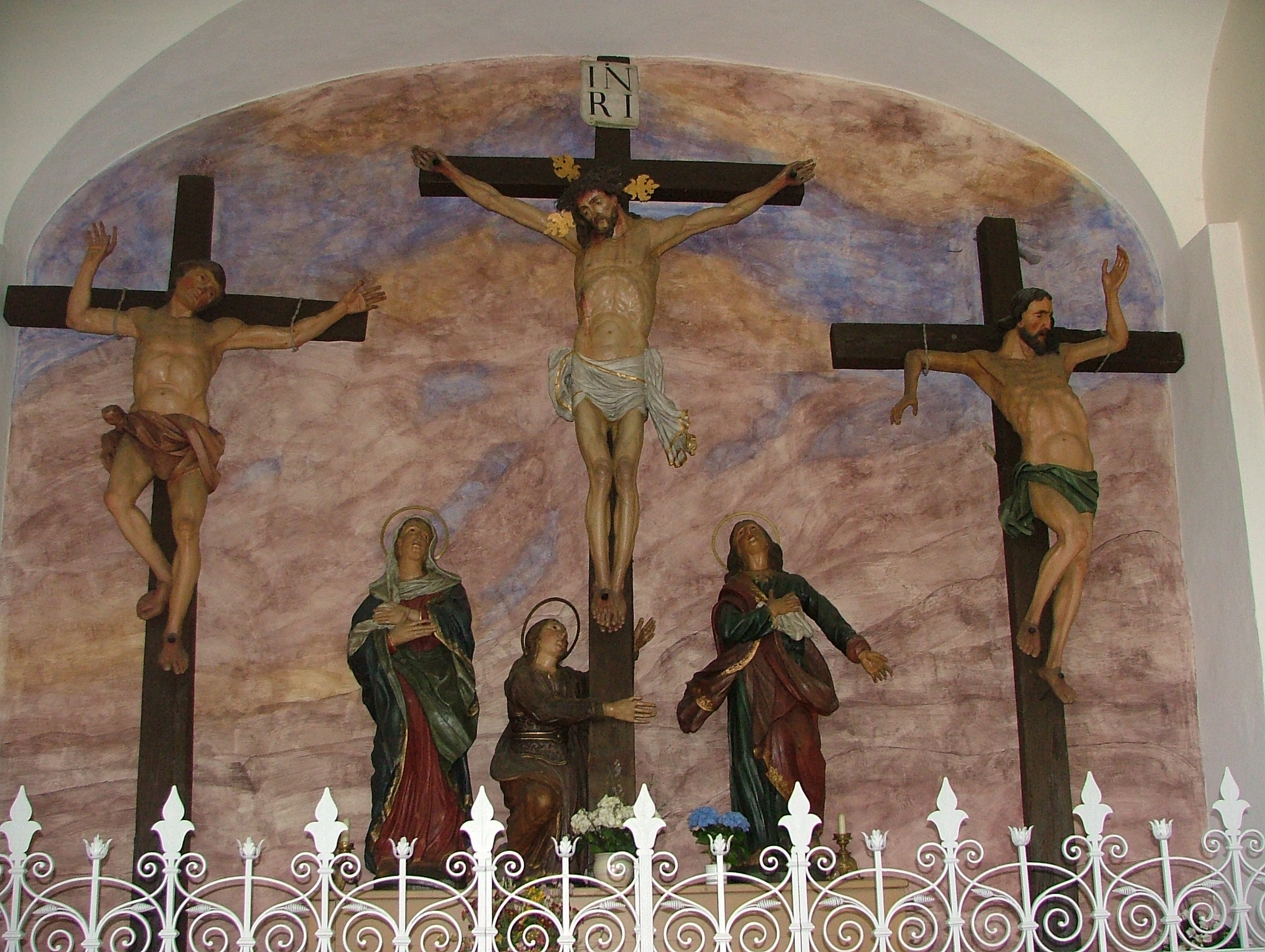
Kreuzigungsszene

Direkt von der Altstadt führt eine steile Treppe an einem Südhang zur Kalvarienkapelle, vorbei an vierzehn Bildstöcken. In der Kapelle befindet sich eine überlebensgroße Darstellung der Golgotha-Szene. Die Gestalten, geschaffen von Michel Beisch, sind in der dargestellten Szene wild bewegt in barockhafter Manier.

### Öffentliche Grünanlagen
- Der Klostergarten diente von 1655 bis 1980 als Kräuter- und Gemüsegarten für das Kapuzinerkloster St. Joseph. Er wurde in den Jahren 1986–1988 zu einer öffentlichen Grünanlage umgestaltet und mit einer Tiefgarage unterbaut. Den zentral gelegenen Brunnen sowie das Entenbrünnlein aus Bronzeguss schuf 1988 der Aachener Künstler Bonifatius Stirnberg.
- Die Hofgartenanlagen sind die letzten Reste des ehemaligen gräflichen Hofgartens, den Georg zu Königsegg-Rothenfels 1590 als Lustgarten anlegen ließ. Der Garten präsentierte sich damals als 6000 m² große, von Mauern umgebene Anlage, in die man durch vier Gittertüren gelangen konnte. Im Zentrum befand sich um 1690 ein begehbarer Chinesischer Turm, später an dessen Stelle ein Springbrunnen.
- Der Edelweiss-Park an der Villa Edelweiss, mit über 4000 m² entwickelt sich zum Kunstpark und beherbergt Skulpturen von Sebastian Kulisch, Hannes Tuba und Jaromir Gargulák.
- Der Auwald-Park, das „Wäldle“, wie man früher sagte, zwischen Klinik, Iller und dem Schulzentrum ist mit über zehn Hektar der größte Park in der Stadt. In seiner Mitte findet man den künstlich geschaffenen 7000 m² großen Auwaldsee, im Westteil des Parks hat der Immenstädter Kneippverein 1978 eine Wassertretanlage eröffnet. Nördlich des Kneippbeckens wurde ein Hain mit historischen Apfel-, Birnen-, Pflaumen- und Aprikosenkulturen angelegt.

### Sportstätten

#### Stadion, Hallen
- Für das Auwald-Sportzentrum erfolgte im August 1974 der erste Spatenstich, 1976 konnten die Freisportanlagen eingeweiht werden. Sie umfassen einen Rasenplatz, einen Kunstrasenplatz, ein Kleinspielfeld mit Kunststoffbelag, eine sechsbahnige 400-Meter-Strecke sowie Leichtathletikanlagen. Das Sportzentrum wurde Ende der 1970er Jahre durch den Bau einer Dreifachturnhalle mit Kraftsporthalle und Innentribüne ergänzt. An deren Ostseite errichtete man für den großen Rasenplatz und die Leichtathletikanlagen eine überdachte Außentribüne. Seit 1990 heißt der Bau Julius-Kunert-Halle, benannt nach Julius Kunert.
- Im Jahre 1926 wurde in der Klosterschule Maria Stern eine Turnhalle mit Bühne ihrer Bestimmung übergeben. Die Mädchenrealschule Maria Stern verfügt seit 1994 über eine weitere Sporthalle.
- Es existieren weitere Turnhallen, welche jeweils an Schulen angegliedert sind.

#### Handball
- Die Handballabteilung des TV 1860 Immenstadt[37] trägt ihre Heimspiele in der Immenstädter Julius-Kunert-Halle aus.

#### Tennis
- Der Tennis-Club Immenstadt betreibt in Immenstadt zwei Anlagen. Fünf Freiplätze für Turniertennis am Kleinen Alpsee mit Clubhaus und die Tennisanlage mit acht Freiplätzen und Sandbodenhalle am Illerspitz, welche aber im Sommer 2022 von der Stadt abgerissen wurde.

#### Wintersport
- Von 1909 bis 1965 betrieb der Ski-Club Immenstadt mehrere Sprungschanzen, auf denen eine deutsche Meisterschaft (1912) und auch internationale Wettkämpfe stattfanden.[38]
- Eislauf ist in Immenstadt bei entsprechender Witterung auf dem Natureisplatz Viehmarktplatz sowie am großen Alpsee möglich. Auch im Schlosshof wurde im Winter 2012/2013 eine kleine Eislauffläche angeboten, bewirtet und beleuchtet.

#### Wassersport
- Im Bereich des Auwald-Sportzentrums befindet sich auch ein Hallenbad. Der Badebetrieb wurde am 4. Februar 1978 aufgenommen. Ein Jahr später, am 18. Mai 1979, war die feierliche Übergabe des seit November 1973 im Bau befindlichen und neuerrichteten Freibads Kleiner Alpsee.
- Zwischen Immenstadt und Blaichach liegt der Inselsee Allgäu, ein Wasserski- und Wakeboardpark.

#### Andere Anlagen
- In der Anlage der Alpsee Bergwelt im Gemeindeteil Ratholz befindet sich der Kletterwald Bärenfalle, Bayerns größter Hochseilgarten, und der Alpsee Coaster, Deutschlands längste Ganzjahres-Rodelbahn.

### Regelmäßige Veranstaltungen

#### Kultur

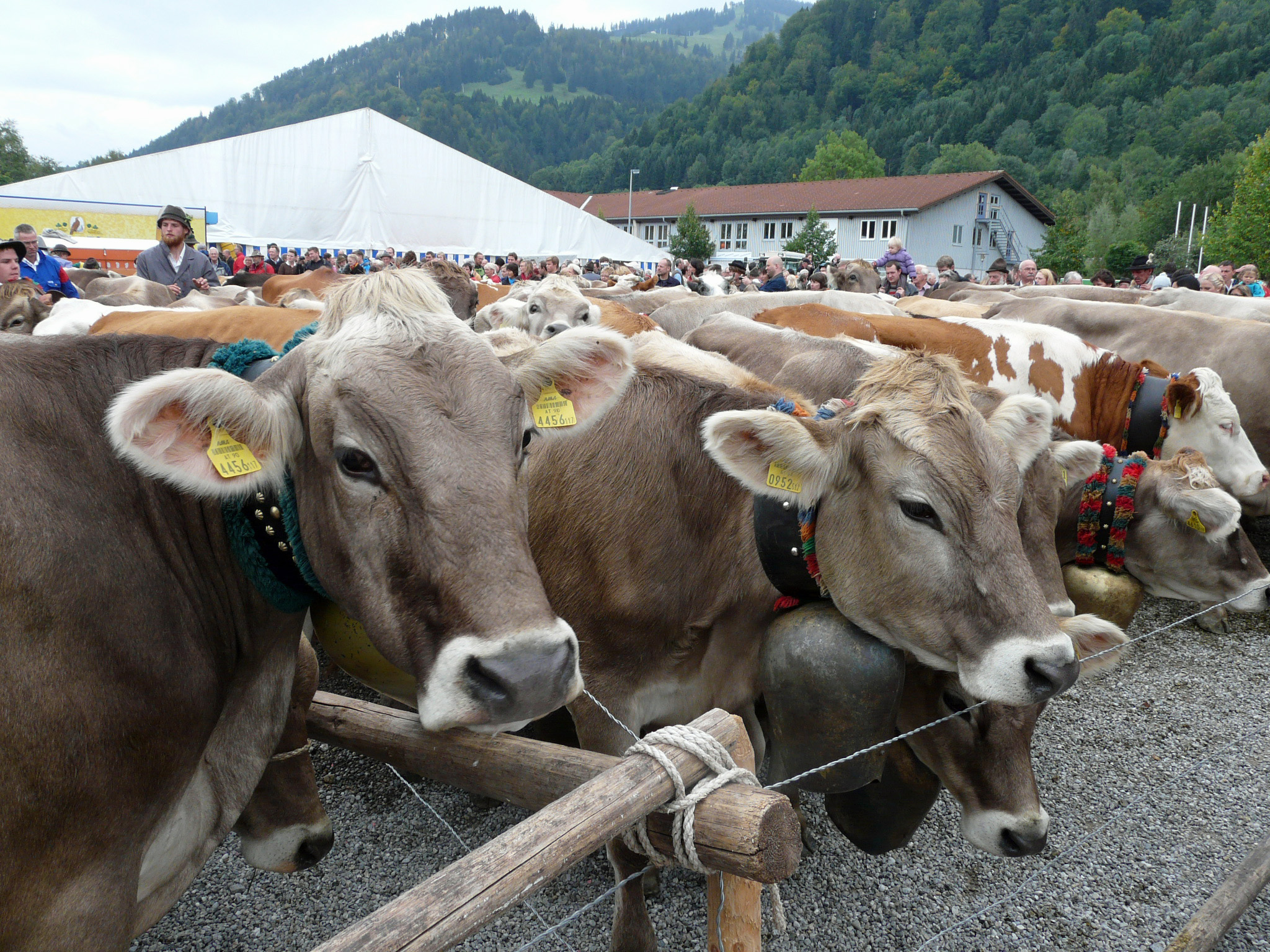
Viehscheidplatz in Immenstadt im Allgäu

- Auf dem Viehmarktplatz findet jährlich am dritten Samstag im September der Viehscheid statt. Es werden etwa 1000 Rinder nach der Sömmerung von den Alpen ins Tal hinunter abgetrieben (Alpabtrieb) und an ihre Besitzer zurückgegeben. Hervorzuheben ist hierbei, dass Immenstadt die einzige Stadt in der gesamten Bundesrepublik mit einem eigenen, regelmäßigen Viehscheid ist.
- Der „Immenstädter Sommer“ ist eine jährlich stattfindende Veranstaltungsreihe. Konzerte, Kabarett und Open-Air-Kino locken jedes Jahr viele Einheimische und Touristen in die Altstadt. Bekannte Künstler präsentieren sich auf mehreren Bühnen im Kern der Stadt.
- Vom 4. bis zum 6. Dezember wird alljährlich auf dem Marien- und Klosterplatz das Bärbele- und Klausentreiben veranstaltet.
- Freunde der Blasmusik kommen bei zahlreichen Standkonzerten der Stadtkapellen Immenstadt (Pavillon in der Hofgartenanlage) und Bühl (Seebühne) in den Sommermonaten auf ihre Kosten.
- In den Sommermonaten finden unter dem Motto „Horch, Orgelmusik“ wöchentlich halbstündige Matineen auf der Siegfried-Schmid-Orgel in der Stadtpfarrkirche St. Nikolaus statt.
- Der Förderverein „Freunde der Kirchenmusik St. Nikolaus Immenstadt e. V.“ bietet seit dem Jahr 2002 Orgel- und Kammerkonzerte mit international renommierten Künstlern in der Stadtpfarrkirche St. Nikolaus und der Klosterkirche St. Josef an.[39]
- Auf der für das südliche Oberallgäu relevanten Kunstausstellung „Die Südliche“, die turnusgemäß alle drei Jahre neben Sonthofen und Oberstdorf in Immenstadt stattfindet, präsentieren einheimische und abgewanderte Künstler einen kleinen Querschnitt ihrer Werke.

#### Sport
- Auf dem Großen Alpsee finden jedes Jahr verschiedene Segelregatten statt.
- Auch ambitionierte Breitensportler kommen in der „Sportstadt“ Immenstadt auf ihre Kosten: Der Allgäu Triathlon lockt jedes Jahr im Juli oder August etwa 1500 Sportler in die Region. Auch bei verschiedenen Laufveranstaltungen, wie z. B. dem Lauf um den Großen Alpsee (August), dem Iller-Marathon (Juni) oder dem Nikolauslauf (Dezember), kommen zahlreiche Hobbyathleten zum Zug.
- Die Sektion Allgäu-Immenstadt des Deutschen Alpenvereins ist die viertgrößte Sektion in Bayern, betreibt vier Hütten, drei Höhenwege und ein Kletterzentrum in Sonthofen.
- Der TV 1860 Immenstadt[40] ist ein Mehrspartensportverein mit dreizehn Abteilungen, dessen Männerhandballer in der Vergangenheit mehrere Jahre der bayerischen Landesliga (5. Liga) angehörten.

#### Weitere Veranstaltungen
- Dreimal jährlich werden in der Innenstadt Fieranten-Märkte abgehalten (Maimarkt, Michaelimarkt (September) und Gregorimarkt (November)), auf denen fahrende Händler ihre Waren anbieten.
- Am Samstag vor Aschermittwoch findet in Immenstadt ein Faschingsumzug der Vereine mit Kostümen und dekorierten Wagen statt.
- Ende Juli wird in der Fußgängerzone das Stadtfest abgehalten.
- Ebenfalls im Juli findet im Gemeindeteil Bühl direkt am Alpsee jährlich das Seenachtsfest statt. Höhepunkt des Festes ist ein großes Brillantfeuerwerk.
- Auf einem Käse- und Bauernmarkt präsentieren sich zahlreiche Aussteller zu Ende des Sommers auf dem Marienplatz.

## Wirtschaft und Infrastruktur

### Beschäftigten- und Betriebestruktur

#### Nach Betriebsgrößen sortiert
Quelle: Bundesagentur für Arbeit; Stand: 10. März 2019 (vorläufig bis 2021)

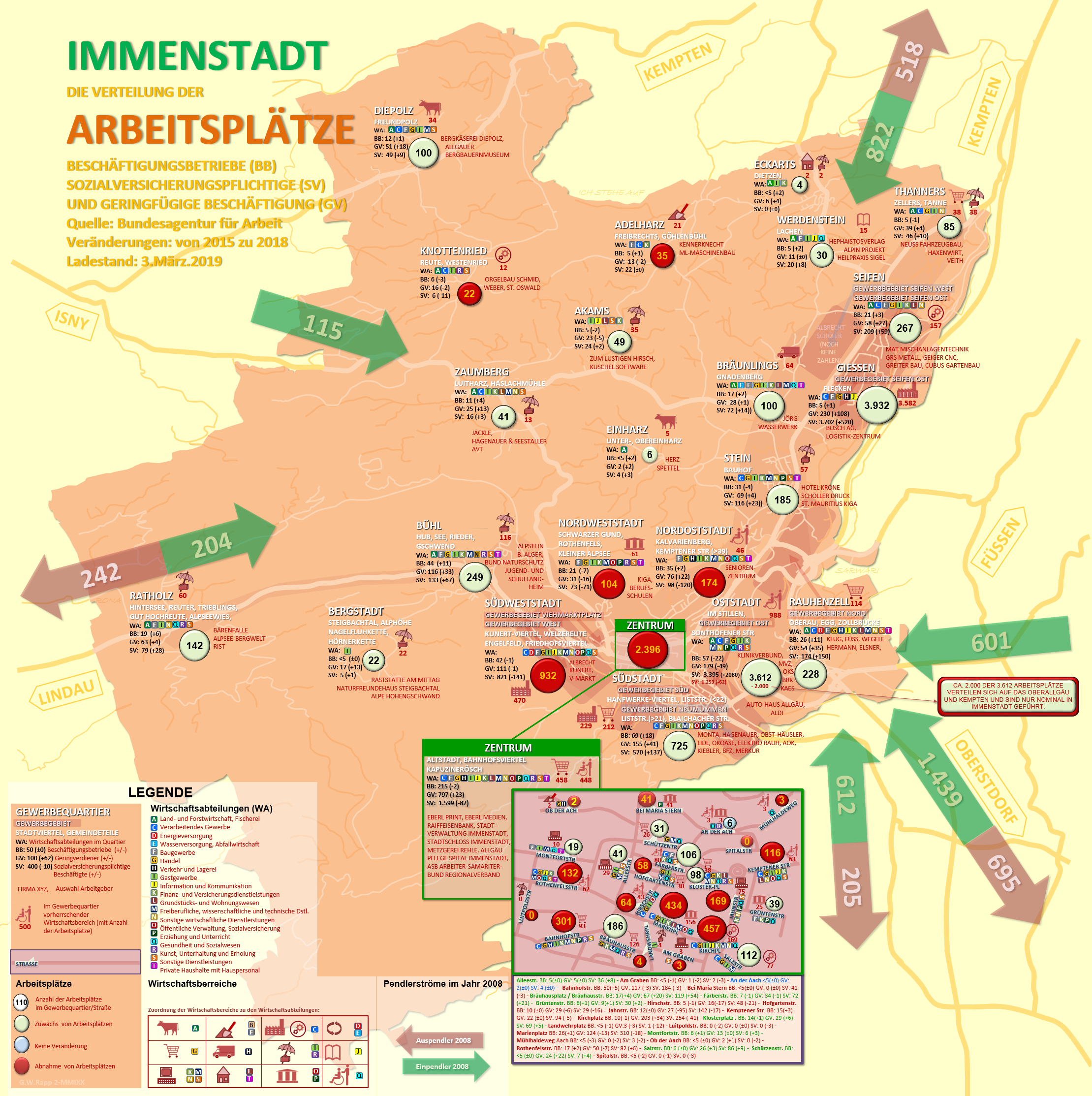
Verteilung der Arbeitsplätze in der Stadt Immenstadt

SV-Beschäftigte = Sozialversicherungspflichtig Beschäftigte (ohne Beamte, Geringverdiener und Freiberufler)
Mit Sitz in Immenstadt sind 1707 (+171) aktive Betriebe und Privathaushalte mit Betriebsnummer gemeldet.
| Gruppe                               | Betriebe | SV-Beschäftigte | Anteil |
| ------------------------------------ | -------- | --------------- | ------ |
| alle Betriebe mit SV-Beschäftigten   | 468      | 11.333          | 100 %  |
| zwischen 1 und 5 SV-Beschäftigte     | 282      | 639             | 6 %    |
| zwischen 5 und 49 SV-Beschäftigte    | 164      | 2.478           | 22 %   |
| zwischen 50 und 99 SV-Beschäftigte   | 13       | 880             | 8 %    |
| zwischen 100 und 499 SV-Beschäftigte | 6        | 1.067           | 9 %    |
| 500 und mehr SV-Beschäftigte         | 3        | 6.276           | 55 %   |

#### Geringfügige Beschäftigung
2018 gab es in Immenstadt 2.239 geringfügige Beschäftigungen in 526 Betriebsstätten. Das sind 16 % von allen 13.572 gemeldeten Beschäftigungen (ohne Beamte). In 204 Betrieben gab es ausschließlich geringfügig Beschäftigte und in 58 Betrieben gab es beides, aber mehr Geringverdiener als sozialversicherungspflichtig Beschäftigte.

#### Betriebe und Beschäftigte nach Wirtschaftszweigen sortiert
Folgende Tabelle gibt Betriebe und deren Beschäftigungsanteile, nach Wirtschaftszweigen sortiert, wieder. Die letzte Spalte zeigt die Differenz 2018 zu 2015 bei allen Beschäftigten. Der Zuwachs in der Gruppe K, Finanz- und Versicherungsdienstleistungen, ist auf eine Konsolidierung der Betriebsdaten in diesem Bereich zurückzuführen. Der Zuwachs der Gruppe M, Freiberufliche, wissenschaftliche und technische Dienstleistungen ist durch die Verlagerung eines Betriebssitzes nach Immenstadt entstanden, dessen Arbeitsplätze aber im Raum Kempten und Oberallgäu verteilt sind.
|   | Hauptwirtschaftszweig                                             | Betriebe | Betriebe mit Besch. | SV-Beschäftigte | Gering-verdiener | Anteil an allen Beschäftigten | Δ 2015 |
| - | ----------------------------------------------------------------- | -------- | ------------------- | --------------- | ---------------- | ----------------------------- | ------ |
|   | alle Abteilungen                                                  | 1.707    | 672                 | 11.333          | 2.239            | 100,0 %                       | +3.252 |
| A | Land- und Forstwirtschaft, Fischerei                              | 74       | 22                  | 46              | 34               | 0,7 %                         | +11    |
| C | Verarbeitendes Gewerbe                                            | 73       | 36                  | 4.730           | 215              | 43,6 %                        | +419   |
| D | Energieversorgung                                                 | 3        | 3                   | 25              | 0                | 0,2 %                         | +8     |
| E | Wasserversorgung, Abfallwirtschaft                                | 4        | 2                   | 30              | 6                | 0,3 %                         | +4     |
| F | Baugewerbe                                                        | 84       | 44                  | 224             | 79               | 2,7 %                         | +32    |
| G | Handel                                                            | 294      | 122                 | 973             | 354              | 11,7 %                        | +115   |
| H | Verkehr und Lagerei                                               | 36       | 11                  | 238             | 209              | 3,9 %                         | +153   |
| I | Gastgewerbe                                                       | 158      | 71                  | 240             | 298              | 4,7 %                         | +130   |
| J | Information und Kommunikation                                     | 31       | 13                  | 170             | 192              | 3,0 %                         | +54    |
| K | Finanz- und Versicherungsdienstleistungen                         | 274      | 93                  | 136             | 138              | 2,4 %                         | +114   |
| L | Grundstücks- und Wohnungswesen                                    | 17       | 3                   | 3               | 6                | 0,1 %                         | −173   |
| M | Freiberufliche, wissenschaftliche und technische Dienstleistungen | 123      | 44                  | 2.319           | 108              | 21,4 %                        | +2.211 |
| N | Sonstige wirtschaftliche Dienstleistungen                         | 81       | 35                  | 245             | 118              | 3,2 %                         | +58    |
| O | Öffentliche Verwaltung, Sozialversicherung                        | 13       | 10                  | 195             | 40               | 2,0 %                         | +24    |
| P | Erziehung und Unterricht                                          | 34       | 16                  | 279             | 39               | 2,0 %                         | −74    |
| Q | Gesundheit und Sozialwesen                                        | 121      | 72                  | 1.307           | 249              | 13,7 %                        | +67    |
| R | Kunst, Unterhaltung und Erholung                                  | 39       | 18                  | 70              | 68               | 1,2 %                         | +22    |
| S | Sonstige Dienstleistungen                                         | 68       | 43                  | 93              | 82               | 1,5 %                         | −5     |
| T | Private Haushalte mit Hauspersonal                                | 273      | 14                  | 14              | 4                | 0,1 %                         | −4     |

#### Wirtschaft in Zahlen
→ Zahlen, falls nicht anders beschrieben, für 2010
| Landwirtschaft                                                              | Landwirtschaft                                   |
| --------------------------------------------------------------------------- | ------------------------------------------------ |
| Anzahl Betriebe                                                             | 107                                              |
| Betriebe mit mehr als 50 Hektar                                             | 17                                               |
| Viehbestand                                                                 | 4.918 Rinder, 270 Schafe, 155 Hühner, 104 Pferde |
| Verarbeitendes Gewerbe                                                      |                                                  |
| Anzahl Betriebe mit im Allgemeinen 20 oder mehr Beschäftigten               | 10                                               |
| Bruttoentgelte                                                              | 154 Mio. EUR                                     |
| Bauhauptgewerbe                                                             |                                                  |
| Anzahl Betriebe 2011                                                        | 8                                                |
| Beschäftigte Ende Juni 2011                                                 | 50                                               |
| Gesamtumsatz                                                                | 3 Mio. EUR                                       |
| Fremdenverkehr                                                              |                                                  |
| Geöffnete Beherbergungsbetriebe im Juni 2011 mit neun oder mehr Gästebetten | 58                                               |
| Gästeankünfte                                                               | 86.181                                           |
| Gästeübernachtungen                                                         | 267.541                                          |

#### Gewerbe- und Industriegebiete
- Gewerbegebiet West im Engelfeld und an der Julius-Kunert-Straße. Zufahrt über B 308 Ausfahrt: Julius-Kunert-Kreisel

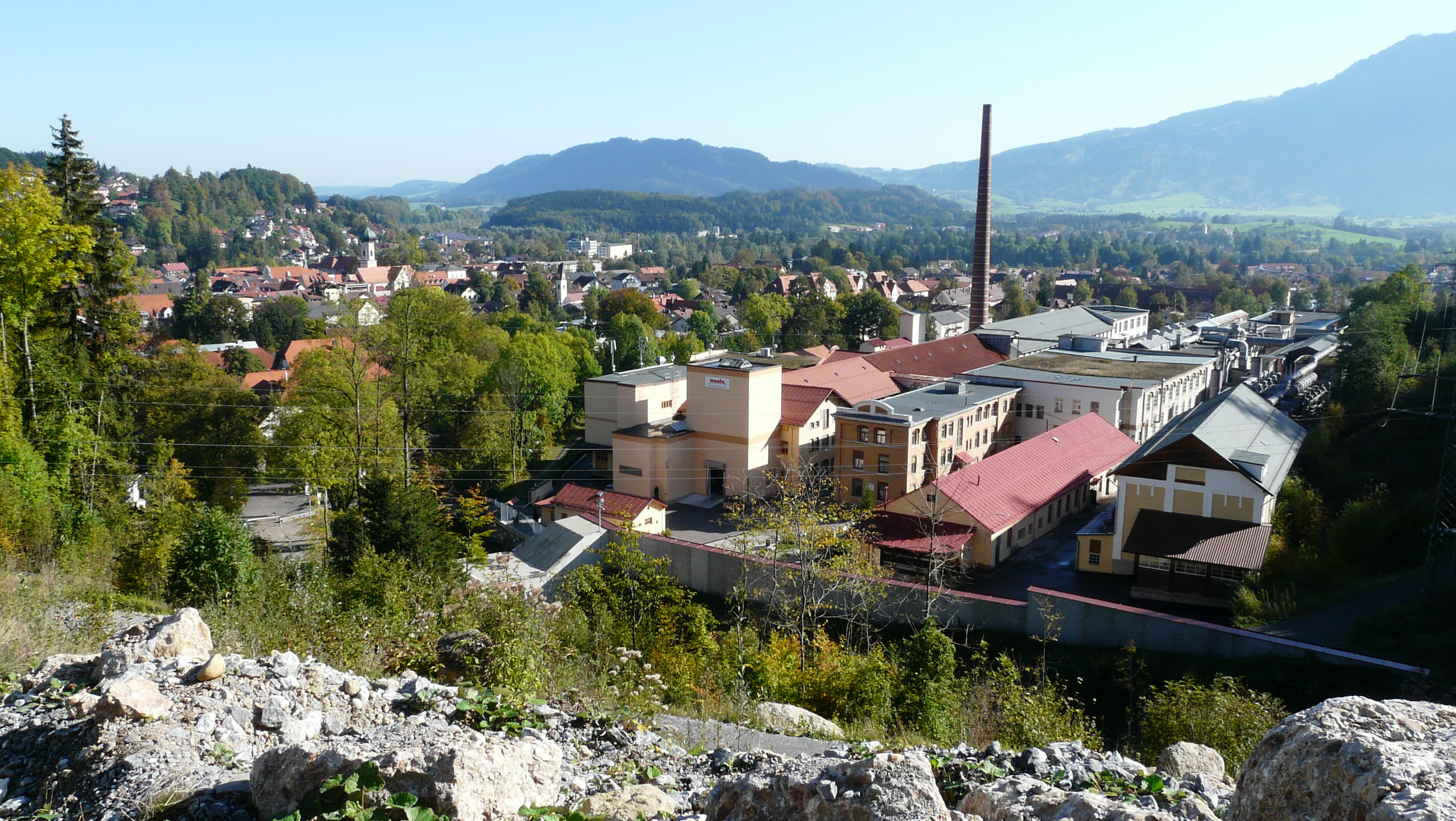
Ehem. Bindfadenfabrik Immenstadt (2009)

- Gewerbegebiet Süd in der Südstadt auf dem Gebiet der ehemaligen Mechanischen Bindfadenfabrik (Hanfwerke-Viertel), im Osten der Liststraße und im Fortgang die Blaichacher Straße mit Neumummen. Zufahrt über B 19, B 308, OA 5, Ausfahrt: Immenstadt Süd, Rauhenzell
- Gewerbegebiet Ost an der Sonthofener Straße. Zufahrt über B 19, B 308, OA 5, Ausfahrt: Immenstadt Süd, Rauhenzell
- Gewerbegebiet Nord rechts der Iller nahe der Zollbrücke im Nordend von Rauhenzell. Zufahrt über B 19, B 308, OA 30, Ausfahrt: Immenstadt Zentrum, Stein
- Seifen-Ost im Norden des Stadtgebiets bei den Gemeindeteilen Seifen und Gießen mit den Bosch-Werken und mittelständischen Gewerbebetrieben. Zufahrt über B 19, B 308, OA 5, Ausfahrt: Immenstadt Nord, Heuberg
- Seifen-West im Norden des Stadtgebiets westlich der Kreisstraße: 'OA 5' im Gemeindeteil Seifen. Zufahrt über B 19, B 308, OA 5, Ausfahrt: Immenstadt Nord, Heuberg

### Medien
- Seit 2. April 1859 werden in Immenstadt Zeitungen produziert. Begonnen wurde mit dem Wochenblatt für das Landgericht Immenstadt u. Sonthofen. Heute befindet sich in der Jahnstraße die Lokalredaktion des Allgäuer Anzeigeblattes. Mit dem Kreisboten ist eine zweimal die Woche erscheinende Zeitung mit redaktionellem Teil für Immenstadt vorhanden, diese Zeitung wird kostenlos verteilt.
- Der Redaktionssitz der Metallfachzeitschrift Hephaistos ist im Gemeindeteil Werdenstein.
- In Immenstadt war bis zu dessen Umzug nach Balderschwang der Verwaltungssitz von Radio Horeb, einem privaten christlichen Radiosender.

### Öffentliche Einrichtungen

#### Behörden
- Polizeiinspektion Immenstadt im Allgäu
- Staatliches Schulamt im Landkreis Oberallgäu
- Staatliches Vermessungsamt Immenstadt
- Amt für Ernährung, Landwirtschaft und Forsten Kempten, Außenstelle Immenstadt
- Finanzamt Kempten, Außenstelle Immenstadt

#### Einrichtungen Kunst und Kultur
- Unter städtischer Führung werden vor Ort eine Stadtbibliothek (Bestandteil des Literaturhauses), die Hofgarten-Stadthalle und verschiedene andere Kultureinrichtungen betrieben.

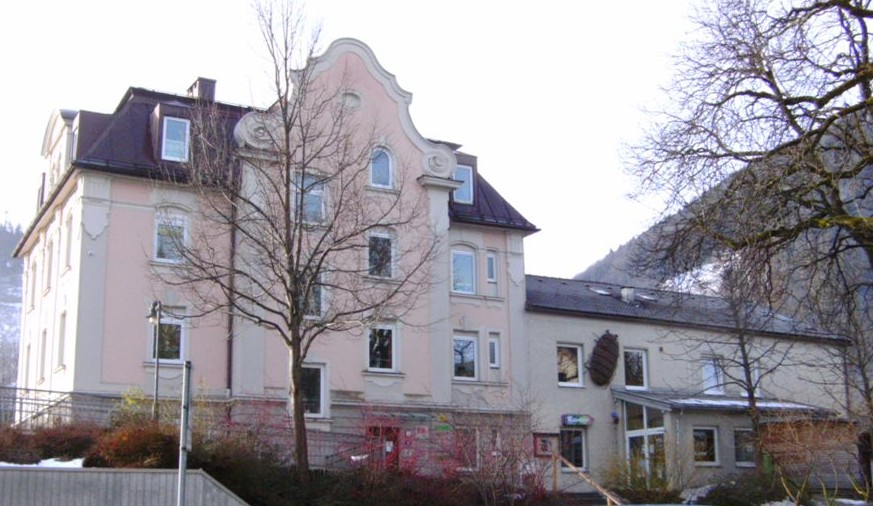
Jugendzentrum Rainbow

- Bereits seit 1970 gibt es in der Stadt ein Jugendzentrum, welches zuerst selbstverwaltet (Aktion Freies Jugendheim) in der ehemaligen Schießstätte auf dem Kalvarienberg betrieben wurde und ab 1983 als Nachmieter in das AOK-Gebäude in der Mittagstraße einzog. Träger war ab 1976 der Kreisjugendring Oberallgäu und ist seit 1983 die Stadt Immenstadt. Seit 1979 trägt die Einrichtung den Namen „Rainbow“. Es gibt die Hauszeitung Bow, zahlreiche Werkstatt- und Interessengruppen, Live-Musik und andere Kulturveranstaltungen. Legendär ist der alljährliche 68er-Ball, der thematisch und personell eine Reminiszenz an die Gründungszeit darstellt.

Für Künstler der bildenden Kunst stellt die Stadt Immenstadt mehrere Räumlichkeiten für Werkschauen und Einzel-/ Gruppenausstellungen zur Verfügung:
- Schlosssaal im Schloss am Marienplatz (zweite Etage, ehemalige Stadtbücherei)
- Schrannenhalle im Rathaus am Marienplatz (Foyer)
- Heimatmuseum Hofmühle an der Ach (bei großen Ausstellungen das gesamte Gebäude, ansonsten im Dachgeschoss)
- alpsee-Galerie im Gemeindeteil Bühl am Alpsee (privater Träger)[42]
- Kunstausstellung im Foyer und Treppenhaus des GZI – Gesundheitszentrum Immenstadt[43]

Theater, Kabarett und Konzerte finden im Hofgarten, dem Stadtschloss, in der Hofmühle, in der Stadtpfarrkirche St. Nikolaus, dem Rainbow und im Sommer auch im Klostergarten statt.

#### Gesellschaften mit städtischer Beteiligung
- Allgäuer Überlandwerk GmbH, Kempten (AÜW)
- Sozial-Wirtschaftswerk des Landkreises Oberallgäu Wohnungsbau GmbH, Sonthofen (SWW)
- Telezentrum Allgäu GmbH & Co. KG, Rettenberg
- Sozialbau Kempten Wohnungsbau GmbH
- Oberallgäu Tourismus-Service GmbH (OATS)
- Mittag-Schwebebahn
- Alpsee Bergwelt GmbH & Co. KG

#### Stiftungen
- Julius-und-Gertraud-Kunert-Stiftung: 1976 errichtet durch Julius Kunert, zur Förderung von Sportvereinen und -vereinigungen. 1990 erfolgte eine Erweiterung zur Julius-und-Gertraud-Kunert-Stiftung zur Förderung von Sport, Schule und Berufsausbildung.
- Kaiser-Sigwart-Stiftung: 1990 errichtet durch Gertrud Sigwart, zur Förderung von kulturellen und sportlichen Anliegen, unmittelbar gemeinnützig und mildtätig sozialen Maßnahmen und zur Unterstützung und Förderung von Umwelt- und Naturschutz.
- Otto Luitpold Spies Sozialstiftung: 1995 errichtet durch Otto Luitpold Spies, zur Förderung gemeinnütziger und mildtätiger sozialer Maßnahmen, zur Unterstützung der Blindenhilfe und des Tierschutzes.
- Dr.-Rudolf-Vogel-Stiftung: 2006 errichtet durch die Stadt Immenstadt, aus den Mitteln der Stiftung wird der Betrieb des Stadtarchivs sichergestellt.
- Gräflich-Königsegg’sche-Waisenhausstiftung: 1716 errichtet durch den Grafen Albert Eusebius von Königsegg-Rothenfels, Finanzierung des Betriebs des Kinderhorts.
- Gräflich-Rothenfels’sche Spitalstiftung: errichtet vor über 500 Jahren, am 17. März 1495, durch den Brixener Domherrn Konrad Wenger, einem Vetter des damaligen Immenstädter Stadtamtmanns Wenger, durch Stiftung des Spitals. Das Spital sollte als Pilgerhaus und Altersheim dienen. Das jetzige Altenwohn- und Pflegeheim an der Kemptener Straße ist wesentlicher Bestandteil der ältesten Immenstädter Stiftung.
- Ilona-Reinig-Stiftung: errichtet 2007.

#### Förderprojekte durch die Europäische Union
- Renaturierung des Skigebietes Gschwender Horn: Bedingt durch schneearme Winter entschloss sich die Stadt in den Jahren 1994–1998 zur Renaturierung des ehemaligen Skigebietes. Nachuntersuchungen in den Jahren 2003–2004 zeigten, dass die angestrebten Projektziele erreicht werden konnten.[44]
- Allgäuer Bergbauernmuseum Diepolz: Das Museum sowie das Projekt Zeitreise und der Wiederaufbau von zwei Berghütten auf dem Museumsgelände wurden bezuschusst.[45]
- Bau und Betrieb eines Biomasse-Heizwerkes: Durch den Betrieb einer Hackschnitzelfeuerungsanlage werden ein Hallenbad, ein Schul- und Sportzentrum, ein Kindergarten, eine Grundschule, ein Krankenhaus und drei Wohnblöcke mit Wärme versorgt. Schwachholz aus dem Stadtwald und dem bäuerlichen Privatwald kann zu wirtschaftlich angemessenen Bedingungen eingesetzt werden.[46]
- Initiative Alpsee 2000: Projekt zur ganzheitlichen und nachhaltigen Entwicklung der Alpseeregion in deren Lebensbereichen, u. a. im Bereich Fremdenverkehr, Landwirtschaft, Natur- und Landschaftspflege.[47]

#### Vereinsleben
- Es gibt neben der Stadtkapelle Immenstadt fünf Dorfmusikkapellen in den Gemeindeteilen Akams, Bühl, Diepolz, Eckarts und Stein.
- Im Stadtgebiet gibt es zahlreiche Schützenvereine (SV): Königlich privilegierte Schützengesellschaft Immenstadt 1593, Schützenverein Rauhenzell e. V, SV Akams, SV Bühl a. Alpsee, SV Diepolz Bergstätte, SV Eckarts 1924 e. V., SY Stein D’Laubenberger, SV Zaumberg 1909 e. V. und SV Seifen 1904.
- Der mitgliedsmäßig größte Sportverein der Stadt ist der Turnverein 1860 Immenstadt e. V. mit seinen 15 Unterabteilungen.
- Aufgrund der Nähe des Großen Alpsees und der Iller ist Immenstadt Sitz zahlreicher Wassersportvereine.
- Ältester Fußballverein ist der Fußball-Club Immenstadt 07 e. V. (Abkürzung: FCI), der am 18. Mai 1907 gegründet wurde. Fußballsport wird darüber hinaus auch betrieben bei der Spielvereinigung 77 Immenstadt e. V. (gegründet am 13. Juni 1977) und beim Fußball-Club Türk Gücü Immenstadt/Allgäu e. V. (gegründet am 15. Mai 1980).
- Immenstädter Tennisvereine: ESV Immenstadt (Tennisclub Bühl am Alpsee) (gegründet 1976), Tennisclub Grün-Weiss Immenstadt e. V. und TC Immenstadt e. V.
- Förderverein Freunde der Kirchenmusik St. Nikolaus Immenstadt e. V.[48]
- weitere Vereine: Klausen und Bärbele Verein Immenstadt e. V. (Brauchtumsverein 2004), D’ Stoinebergler Immenstadt Trachtenverein (gegründet 1905), Sektion Allgäu-Immenstadt des Deutschen Alpenvereins (gegründet 1874), Schachclub Immenstadt 09 (gegründet 1909), Ski-Club Immenstadt 1908 e. V., Kneipp-Verein Immenstadt e. V.(gegründet 1927), KLICK-Kleinkunstverein Immenstadt e. V., Gleitschirmflieger Immenstadt-Sonthofen e. V. und Drachenflugverein Mittag Team e. V.

### Bildung
Ein Schulmeister wurde in Immenstadt bereits in einer Urkunde von 1568 erwähnt. Als Schulstadt bietet die Gemeinde die nachfolgenden Schul- und Bildungseinrichtungen:
- Allgäuer Alpwirtschafts Akademie
- Königsegg-Grundschule
- Grundschule Stein
- Mittelschule Immenstadt
- Mädchenrealschule Maria Stern
- Staatliche Knabenrealschule
- Gymnasium Immenstadt (sprachliches und naturwissenschaftlich-technologisches Gymnasium)
- Berufsschule mit Berufsaufbauschule
- Berufsfachschule für Hauswirtschaft und gastgewerbliche Berufe
- Landwirtschafts- und Alpwirtschaftsschule
- Private Wirtschaftsschule Merkur
- Fachschule für Altenpflege
- Musikschule Oberallgäu Süd e. V.

### Friedhöfe

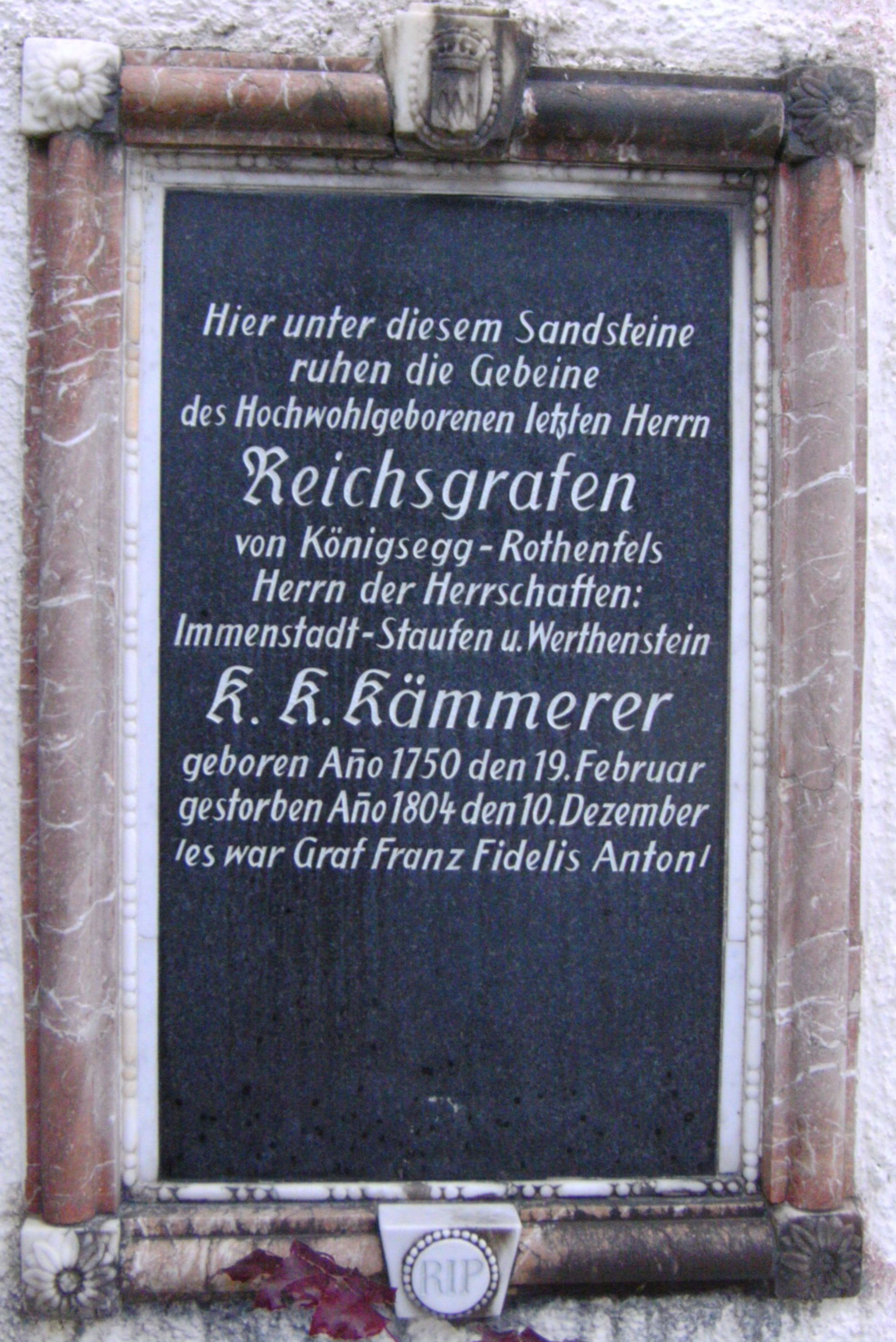
Königsegg-Epitaph an der Friedhofskapelle im Hauptfriedhof

#### Städtisch
- Hauptfriedhof, Adolf-Probst-Straße 12
- Friedhof Stein, Kirchbichl 5
- Friedhof Eckarts, Am Anger 5

#### Kirchlich
- Friedhof Akams, Akams 16
- Friedhof Diepolz, Diepolz 22
- Friedhof Eckarts, Am Anger 3
- Friedhof Knottenried, Knottenried 15
- Friedhof Rauhenzell, Schlossplatz 8
- Friedhof Stein, Kirchbichl 5

### Verkehr

#### Fußwege

##### Verkehrsberuhigter Bereich und Fußgängerzonen
Im Stadtzentrum ist ein sieben Hektar großer verkehrsberuhigter Bereich mit zwei Fußgängerzonen vom Marien- zum Klosterplatz und um den Bräuhausplatz angelegt.

##### Fernwanderwege
- Durch Immenstadt führt der Jakobsweg Tirol Allgäu vom Inntal nach Zell, wo er Anschluss zum Bayerisch-Schwäbischen Jakobusweg hat und der
- Wasserläufer-Himmelsstürmer-Route von Halblech nach Oberstaufen

#### Radverkehr
Immenstadt liegt am Bodensee-Königssee-Radweg, welcher in Lindau beginnt und zunächst über Hergatz, Röthenbach (Allgäu) und Oberstaufen nach Immenstadt und weiter nach Sonthofen führt.
Immenstadt ist außerdem ein Etappenziel der Strecke des Iller-Radweges. Die ca. 475 Kilometer lange Radrunde Allgäu verläuft ebenfalls durch die Stadt. 
Am Illerspitz befand sich ein Jugendverkehrsübungsplatz, heute ist es ein Abenteuerspielplatz.

#### Straßenverkehr

##### Bundes- und Staatsstraßen

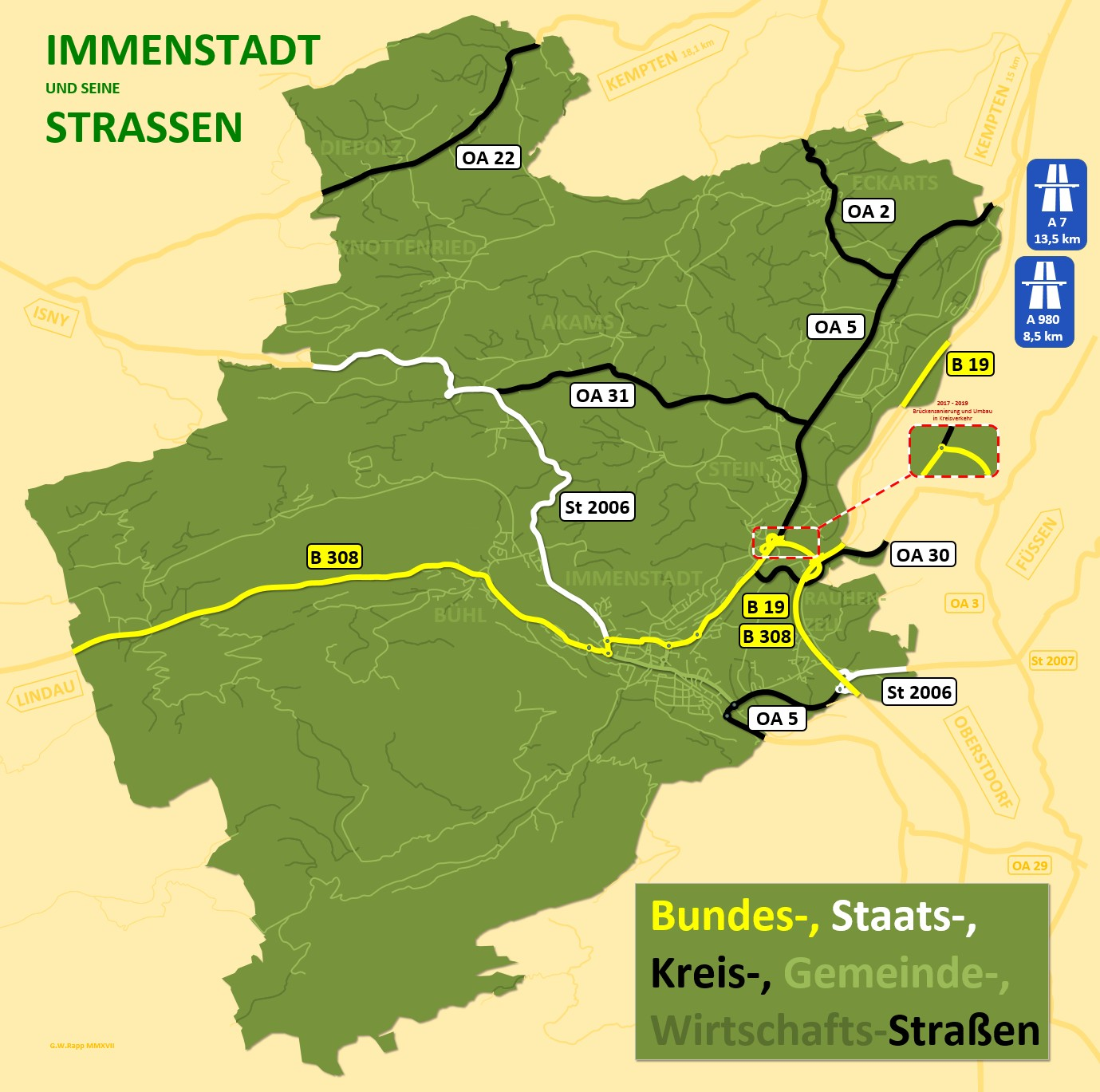
Übersicht der Straßen in Immenstadt

Immenstadt wird durch folgende überregionale und regionale Straßen erreicht:
- in Nord-Süd-Richtung die vierspurige Schnellstraße Bundesstraße 19 von Kempten kommend und nach Oberstdorf führend mit den Ausfahrten:
  - Ausfahrt Martinszell Richtung Niedersonthofen zu den Immenstädter Gemeindeteilen Diepolz und Knottenried
  - Ausfahrt Heuberg Richtung Immenstadt-Nord westlich nach Werdenstein und Eckarts und südlich nach Akams, Seifen und den Bosch-Werken
  - Ausfahrt Immenstadt Stein Richtung Immenstadt-Zentrum nach Stein, Kalvarienberg, Zollbrücke, Klinik/Gesundheitszentrum Immenstadt, Altstadt, Hofgarten, Bühl
  - Ausfahrt Immenstadt Rauhenzell Richtung Immenstadt-Süd nach Rauhenzell, Neumummen, Südstadt, Auwald-Stadion/Schulzentrum und außerorts nach Rettenberg, Burgberg, Blaichach und Gunzesried
- in West-Ost-Richtung tangiert die Bundesstraße 308 von Lindenberg kommend Ratholz, Großer Alpsee, Bühl, Alpsee-Outlet, Engelfeld, Hauptfriedhof, Klinik, Zollbrücke zur B 19
- Die Staatsstraße 2006 von Sibratshofen und Missen kommend, führt an Knottenried, Zaumberg, Rothenfels/Hub, Freibad Kleiner Alpsee vorbei bis zur Ortseingangstafel auf der Höhe des Schwarzen Gundes. Von da aus geht es dann als Gemeindestraße (Missener-, Staufner- und Sonthofener Straße) am Viehmarktplatz und Bahnhof entlang und das Zentrum südlich umfahrend über das Auwald-Stadion/Schulzentrum bis zum Roßkopfkreisel. Hier führt der Weg als Kreisstraße OA 5 Richtung Rauhenzell und daran vorbei bis zur B 19 und ab da wieder als Staatsstraße über die Birkenallee nach Rettenberg. Ab der Goimooskreuzung vereinigt sie sich mit der Staatsstraße 2007 von Sonthofen nach Wertach.

##### Busverkehr

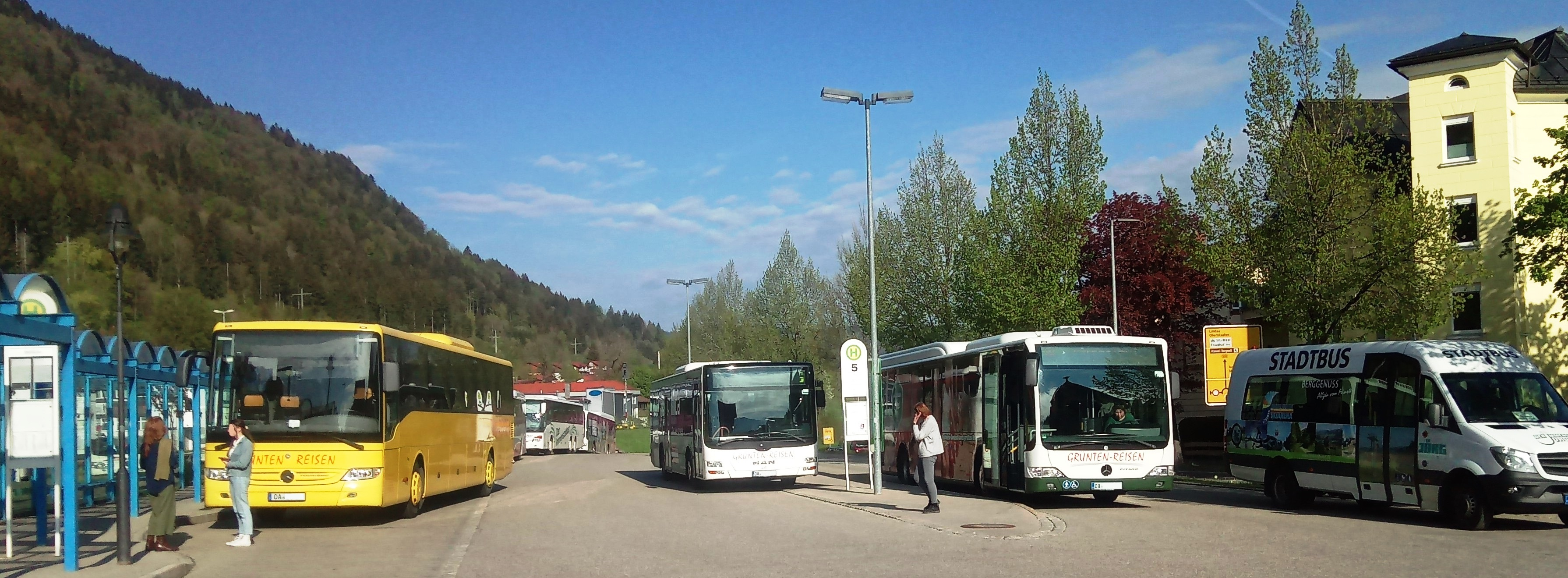
ZOB in Immenstadt

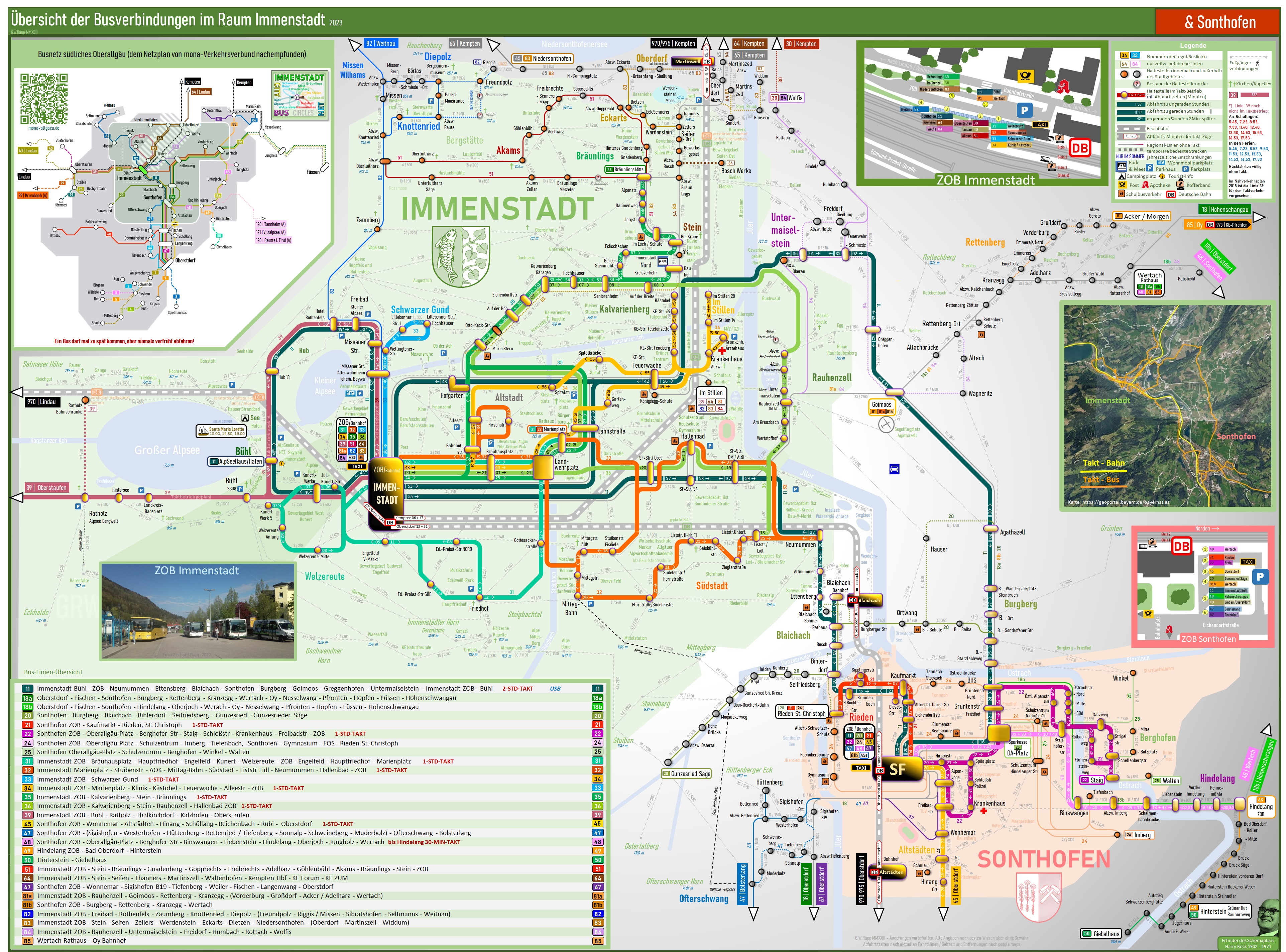
Netzplan

- Stadtbus: In Immenstadt verkehren sechs Stadtbuslinien. Die Linien 31 (Welzereute), 32 (Südstadt), 33 (Schwarzer Gund) und 34 (Klinik Immenstadt) werden von der Firma Jörg „Der Immenstädter“ und die Linien 35 (Bräunlings) und 36 (Rauhenzell) von der Regionalverkehr Allgäu (RVA) betrieben.
- Regionalverkehr: Das Stadtgebiet wird zudem von den RBA-Linien 39 (Oberstaufen) und 64 (Kempten) und den RVA-Linien 81a (Oberjoch), 82  (Seltmanns), 83 (Niedersonthofen) und 84  (Wolfis) befahren. Die Ringlinie 51 (ZOB, Stein, Bräunlings, Gnadenberg, Werdenstein, Gopprechts, Akams) wird von der Firma Jörg betrieben. Seit dem Winterfahrplan 2020/2021 verbindet die Ringbuslinie 11 im Zweistundentakt die Orte: Immenstadt, Immenstadt-Bühl, Sonthofen, Blaichach, Untermaiselstein und Burgberg.
- Fernverkehr: In der Jahnstraße befindet sich eine Haltestelle der Firma Flixbus, die derzeit nur von Freitag bis Sonntag angefahren wird.
- Busbahnhöfe: Westlich neben dem Bahnhof befindet sich der Zentrale Omnibusbahnhof mit Haltestellen für alle 15 Stadt- und Regionalbus-Linien, südlich der Klinik Immenstadt liegt der Schulbusbahnhof, der von fünf Linien angefahren wird. Die Schüler der Königseggschule, Mittelschule, Knabenrealschule und des Gymnasiums brauchen keine Straße zu überqueren, um den Schulbusbahnhof zu erreichen.
- Bushaltestellen: Im Innenstadtbereich gibt es 61, im Außenbereich 56 Bushaltestellen.

#### Schienenverkehr

Bahnhof und Hotel Bayerischer Hof, 1904

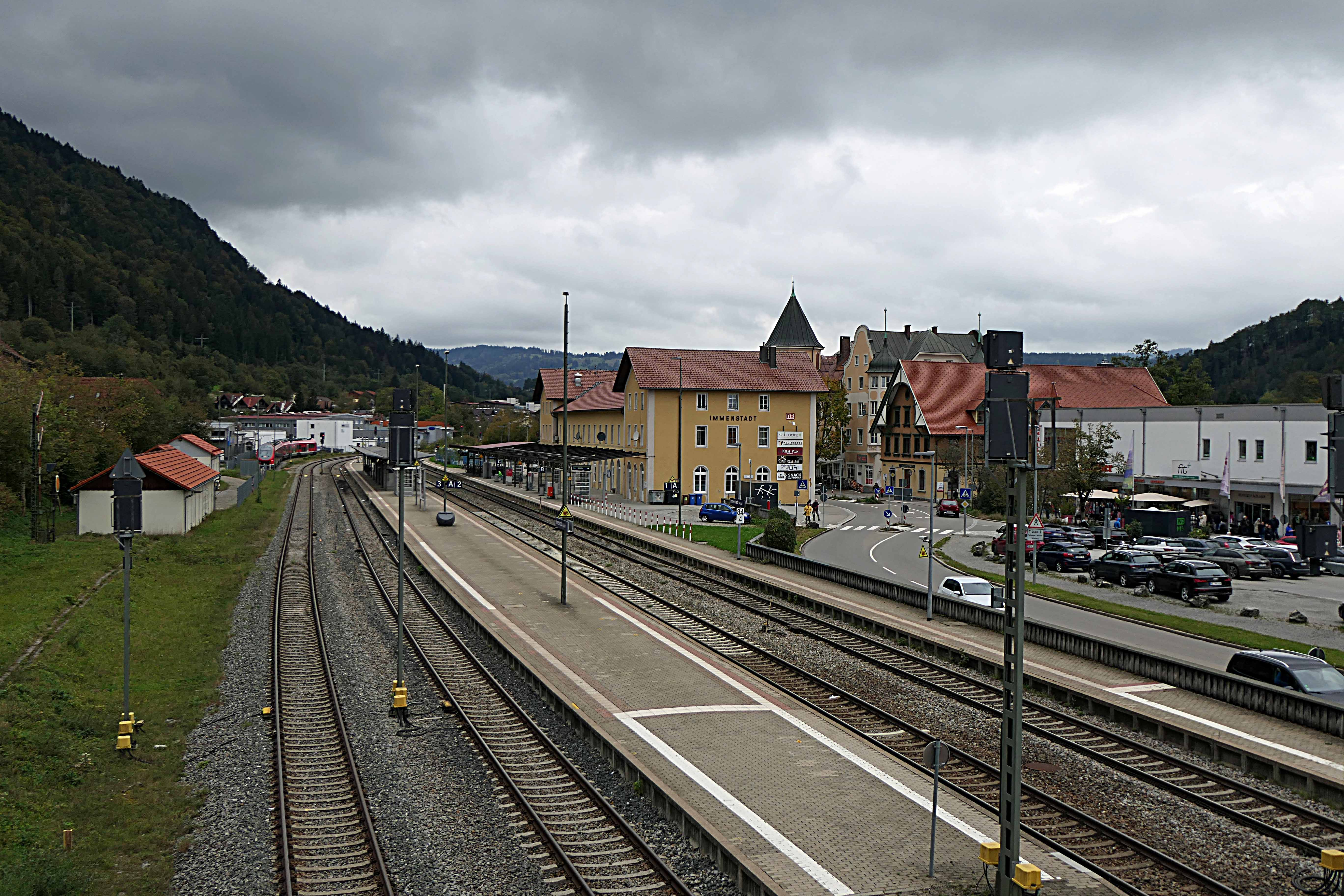
Bahnhof Immenstadt von Osten (2024)

Der örtliche Bahnhof ist Verkehrsknoten für das südliche Oberallgäu. Hier zweigt die Bahnstrecke nach Oberstdorf von der Bahnstrecke Buchloe–Lindau ab. Im Regionalverkehr halten die Linien:
 Nürnberg – Augsburg – Lindau-Reutin
 Nürnberg – Augsburg – Oberstdorf
 München – Lindau-Reutin
 Ulm – Oberstdorf
 München – Oberstdorf
 Kempten – Hergatz
Aus Richtung Kempten kommende Züge mit Ziel Oberstdorf müssen in Immenstadt die Fahrtrichtung wechseln. 
Im Fernverkehr halten außerdem die Intercity-Züge:
- IC 2012/13 „Allgäu“ Oberstdorf - Dortmund
- IC 2084/85 „Nebelhorn“ Oberstdorf - Hamburg-Altona

Bahnhöfe und Haltepunkte
Die Bahnhöfe bzw. Haltepunkte Seifen (Schwab), Bühl am Alpsee und Ratholz wurden bis 1983 geschlossen. 1973 hielten an Werktagen noch 24 bis 26 Züge in diesen Gemeindeteilen Immenstadts. Am nördlichen Stadtrand beim Werdensteiner Moos war im 19. Jahrhundert ein Abzweiggleis zu einem Torfmagazin mit Verladestation eingezeichnet.  Im Bahnhof Immenstadt wurden die Gleisanlagen in den letzten fünfzig Jahren von zwölf auf fünf parallele Gleise reduziert. Von einst 22 Prellböcken ist nur einer geblieben. 1985 zählte das Immenstädter Personal der Deutschen Bundesbahn noch 20 Beschäftigte, darunter vier Schranken- und zwei Weichenwärter. Heute ist die Deutsche Bahn hier kein nennenswerter Arbeitgeber mehr.
Nicht verwirklichte Eisenbahn-Projekte
Um 1853 sollte eine alpenquerende Eisenbahn durch Immenstadt – die Schrofenpass-Bahn – als Alternative zu der damals geplanten Bahnstrecke über den Lukmanierpass entstehen. „Es sollte nemlich von Immenstadt über Oberstdorf in’s Lechthal an den Arlberg und dann in die Finstermünz und in’s Vintschgau eine Bahn gebaut werden. Damit wär’ der passendste und leichteste Übergangspunkt in der ganzen Alpenkette gegeben …“ Beide Varianten wurden zugunsten der Gotthardbahn aufgegeben.
Im Jahre 1865 wurde beschlossen, Aktien für eine Pferdebahn zwischen Immenstadt und Sonthofen auszugeben. Auch dieses Projekt wurde nicht verwirklicht. Stattdessen wurde die Dampf-Eisenbahn 1873 auf dieser Strecke eröffnet.
In dem 2004 entstandenen und 2010 auf Eis gelegten Projekt Bodensee-S-Bahn bildete der Bahnhof Immenstadt den nordöstlichen Endpunkt der S-Bahn-Linie B10: St. Gallen–Immenstadt.
Immenstadt als Namensgeber für zwei Lokomotiven, einen Zug und eine Modelleisenbahn-Anlage
1851 war das Baujahr der „Immenstadt“, einer Lok der Gattung B II vom Hersteller J.A.Maffei (München), ausgemustert 1881. „Die ‚Immenstadt‘ fährt sämmtliche Züge einer Zweigbahn, welche als gemischte Personen- und Güterzüge bezeichnet werden.“ Im Jahre 1882 entstand eine weitere Lok, diesmal der Gattung D VI, ebenfalls von Maffei und dem Namen „Immenstadt“ mit der Fabriknummer 1298. Die Nebenbahntenderlokomotive wurde von der Deutschen Reichsbahn DRG am 10. Juni 1938 mit der Betriebsnummer 98.7512 ausgemustert. Der Neigetechnik-Nahverkehrstriebwagen 612 074-5 der Deutschen Bahn trägt Wappen und Namen der Stadt Immenstadt. Auch der Anlagenbausatz 61900 der Firma Noch trägt den Namen „Immenstadt“.
Zugunglücke im Stadtgebiet
In Immenstadt sind drei Zugunglücke bekannt. Am 16. Juli 1854 entgleiste am Alpsee ein Personenzug. Ein Heizer starb, der Lokführer und ein weiterer Heizer wurden lebensgefährlich verletzt, Passagiere kamen nicht zu Schaden.
Am 1. Juli 1975 war eine Hilfs-Lok wiederum am Alpsee mit überhöhter Geschwindigkeit unterwegs und auf den stehen gebliebenen Zug geprallt, dem sie eigentlich Hilfe leisten sollte. Es gab 28 Verletzte. 
Am 18. Februar 1999 sprangen Wagen des Intercity Oberstdorf–Dortmund in der Nähe des Krankenhauses aus dem Gleis. Ein entgegenkommender Zug konnte nicht rechtzeitig bremsen. Zwei Frauen starben, 34 weitere Menschen wurden verletzt.

#### Bergbahnen
- Mittag-Schwebebahn: Talstation Südstadt 750 m, Mittelstation 1060 m (Umstieg), Bergstation Mittaggipfel 1420 m. Der Bau der Bahn wurde 1949 abgeschlossen; längste Doppelsesselbahn Deutschlands (2220 m).[55]
- Sessellift Alpsee Bergwelt: Talstation Ratholz 760 m, Bergstation Bärenfallenalpe 1090 m.[56]

#### Luftverkehr

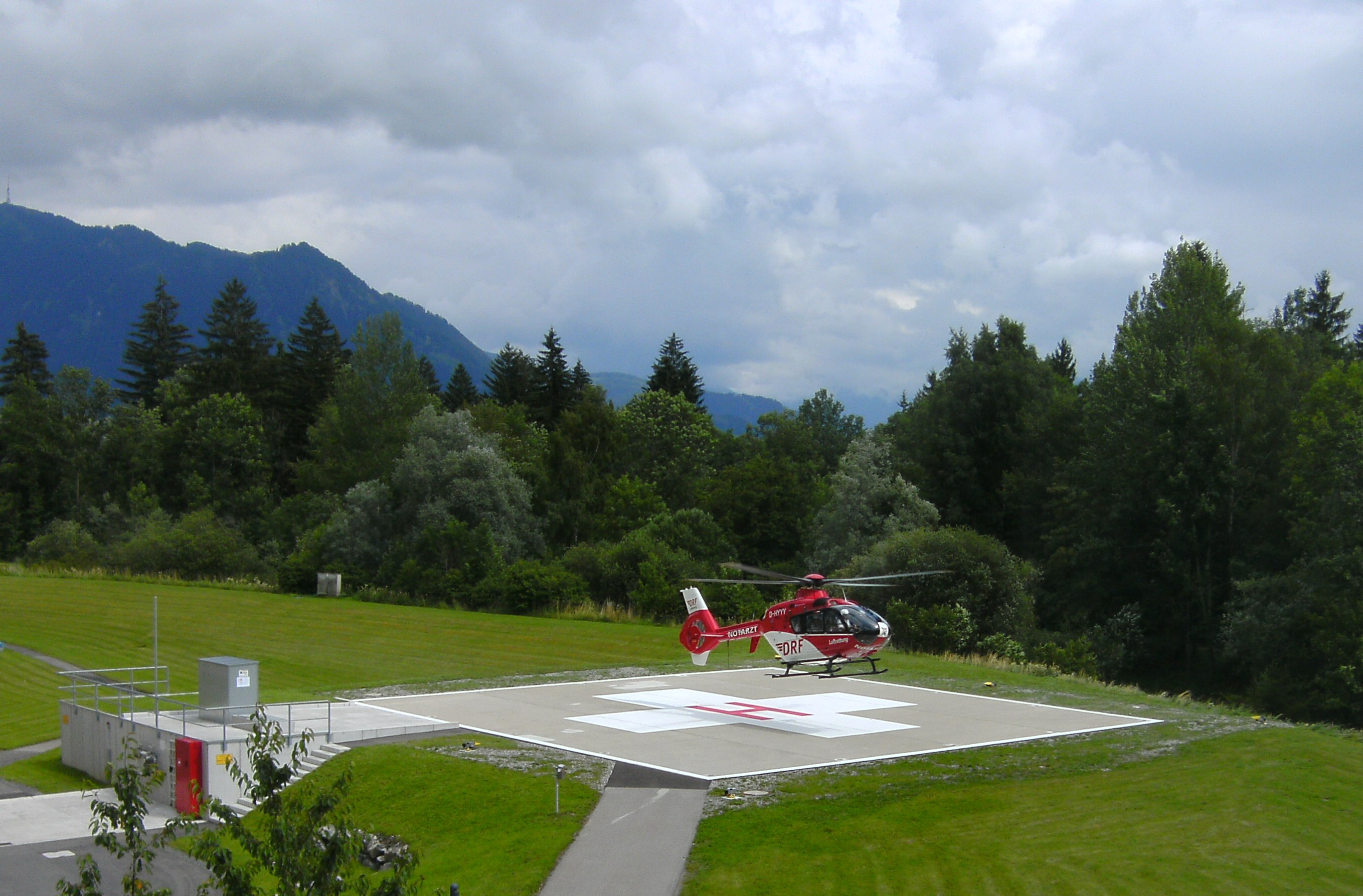
Klinik-Heliport

Als Beginn der Luftfahrt in Immenstadt ist der 25. Februar 1784 zu benennen. Eine mit „brennbarer, verdünnter Luft“ gefüllte Luftkugel mit zwölf Fuß Durchmesser und Königsegg’schem Wappen geschmückt hob am Marktplatz ab und flog bis über die Iller.
- Am 7. April 1966 stürzte ein Düsenschulflugzeug Fouga Magister der Luftwaffe (Luftfahrzeugkennzeichen AA+263) bei Immenstadt in den Alpsee. Die beiden Piloten überlebten den Absturz nicht.[58]
- Ein Hubschrauberlandeplatz mit Konturenbeleuchtung und Randbefeuerung befindet sich auf dem Gelände der Klinik Immenstadt. Im Jahr 2013 wurde hier eine Hubschrauber-Betankungsanlage errichtet, die 2014 in Betrieb genommen wurde. Kurzzeitig wurde Immenstadt 2013 als neuer Standort für den Rettungshubschrauber Christoph 17 ins Gespräch gebracht.
- Das Fluggebiet Mittag ist Startplatz für Gleitschirme und Hängegleiter bei der Bergstation der Mittag-Schwebebahn. Als Landeplatz dient ein Feld östlich des kleinen Alpsees.
- Segelfluggelände Agathazeller Moos (800 m südöstlich der Stadtgrenze)
- Flugplatz Kempten-Durach (21 km)
- Regionalflughäfen finden sich in St. Gallen-Altenrhein (70 km), Friedrichshafen (70 km) sowie Memmingen (69 km)
- Internationale Flughäfen sind München (179 km), Stuttgart (193 km), Zürich (175 km) und Innsbruck (156 km)

#### Verkehr zu Wasser
- Der 1778 in der Zeitschrift: „Deutsches Museum“ und nochmals 1807 in der Denkschrift „Eine Wasserstraße von München nach Tyrol und an den Bodensee“ von Nicola von Portia[59] geforderte Kanal vom Rhein bzw. Bodensee über den Alpsee und Immenstadt zur Donau wurde nie realisiert.
- Auf dem Alpsee verkehrt in den Sommermonaten die Santa Maria Loreto, ein Passagier-Segler vom Bootstyp Lädine.